# ろくでなしBLUES
『ろくでなしBLUES』（ろくでなしブルース）は、森田まさのりによる日本の少年漫画作品。またそれを原作にしたアニメ、実写映画。『週刊少年ジャンプ』（集英社）にて1988年25号から1997年10号まで連載された。2017年5月時点で累計発行部数は6000万部を突破している。
コミック版は全42巻。文庫版は全25巻。雑誌形態の総集編集英社オリジナル版は雑誌掲載時カラー完全再現、B5判、カバー無しで完全版エクストラとして全12巻で2008年 - 2009年にかけて月刊で刊行。

## 概要
東京都武蔵野市の吉祥寺にある帝拳高校周辺を主な舞台としたヤンキー達による学園モノ漫画である。ギャグを所々にちりばめた短編と他校の強敵とのバトルがメインの長編ストーリーの組み合わせによって構成されており、ボクシングも重要なテーマのひとつになっている。
「何やってんだおまえわ!」や「そうぢゃねえ!」といった独特のセリフ表記や、キャラクターの独特のポーズ・表情・リアクションも本作の特徴の一つである。
連載期間が1980年代後半から1990年代半ばにまたがっているため、作中に登場する高校生（特に女子高生）のファッションが年を追うごとに徐々に変化している。初期は膝下スカートに三つ折ソックスだったものが、後期にはミニスカートにルーズソックスになっている。
登場人物の名前はボクサーやプロレスラーなど格闘家にちなんだものが多く、また高校の名前は実在するボクシングジムから取られているものが多い（帝拳、協栄、角海老など）。
サブタイトルのネーミングやストーリーの演出にローリング・ストーンズ、THE BLUE HEARTSの影響が見受けられる。またブルーハーツ公認で、メンバーをモチーフとしたレギュラーキャラクターも登場している。
1987年に掲載された読み切り短編『BACHI-ATARI ROCK』（同名の短編集に収録）が基になっている。
また、連載中は不定期で番外編『ろくでなしぶるーちゅ』も連載されていた。登場キャラクターが全員2.5頭身のギャグ短編で、単行本も発刊されている。「創刊50周年記念 少年ジャンプ展」開催記念企画の一環として『グランドジャンプPREMIUM』2017年9月号に『ろくでなしぶるーちゅ 1997～2017』が掲載された（20年後である2017年の吉祥寺に主人公たちがタイムスリップするという内容）。

## 登場人物
登場人物名はプロボクサーを始めとする格闘家や芸能人から、高校名は有名なボクシングジム名ないし格闘技団体名から引用している。

### メインキャラクター
前田太尊（まえだ たいそん）
本作の主人公。
一年生の時、ボクシング部と応援団との抗争を腕っ節と男気で治め帝拳高校の実質的な番長となったが、そういう類の地位には全く興味を持っていない。東京四天王の一人に数えられるほどのケンカの強さを持つがその力をもって周囲に権力を誇示したりはせず、男気に溢れ仲間を大切にするため信望も厚い（大橋いわく「愛の戦士」）。しかし「負けない」事に対するプライドは誰よりも強く、売られた喧嘩は全て買う上に一度負けた相手にも負けを認めず自ら喧嘩を売る。初期は軽い癖毛のリーゼントだったが、だんだんとひさしが短くなっていく。怒ると標準語を忘れてろれつが回らなくなり、完全にキレると関西弁になる。標準語は東京での暮らしに合わせたもので本来の言葉遣いは関西弁であり、修学旅行などで大阪に行き旧友と会った時は普通に関西弁で会話している。凄まじいほど単純な性格で、感動的な話にはとことん弱く涙もろい。エロネタになると赤面したあげく気絶するなど非常に純情。どこか抜けており、変なところで小心。スポーツテスト以来禁煙するが、以降も時折は吸っている。学業成績は最悪で試験の度にほぼ全ての科目で赤点を取り、英語4点など一桁台の点数を取ることも珍しくない。
ただし授業中はいつも寝ているが出席状況が悪いわけではなく、いわゆる授業のサボりなどはほとんどしない。また、度重なるケンカや初期の喫煙など素行の悪さはあるものの普段の気性や生活態度そのものが荒れているわけではないため、教師や生徒にも彼を本気で怖れている者は少ない。
大阪府出身で実家は尚輪寺という寺。次男であり本来寺の跡継ぎになる立場ではないが、長男・富士雄がグレたため跡継ぎとなるべく父によって「尊」の一字をつけられ太尊と命名される。ボクシング世界チャンピオンを目指して中学生の時に上京、富士雄のマンションに居候しつつボクシングジムに通っている。得意技はアッパーカット、スクリューフック、ライトクロス（ストレートとスクリューフックを用いる2種類がある）のボクシング技。その一方でバックドロップやローリングソバット、垂直落下式ブレーンバスターなどのプロレス技も得意としている。愛車のスクーターには「チャベス号」「レナード号」など、尊敬するボクサーの名前を付けている。卒業後はプロボクサーになり世界6階級制覇を狙う。原田との対戦時点では16戦16勝15KO、うち1ラウンドKOが10と驚異的な戦績を残している。
女子の髪型の好みはポニーテールに大きな白いリボンで、制服の好みはセーラー服。女子の制服のデザインで帝拳高校入学を決めた（しかし彼の入学時には女子制服は既にブレザーに変更されていた）。千秋とは中盤で互いの想いを伝え合うが、それ以降も友達以上からあまり進展せず終盤にやっと改めて交際を申し込む。女生徒からの人気は高く、バレンタイン・デーにはチョコレートを貰っていた。
音楽の嗜好はローリング・ストーンズ。自分に来たエアメールがミック・ジャガーから来たものだと思い込んでいた。
名前の由来はマイク・タイソンと前田日明。
山下勝嗣（やました かつじ）
太尊の中学時代からの親友。パンチパーマ。額が広く、それを指摘されるとキレる。米示と中学の頃にヤクザの弟に絡んで袋叩きにし、そのヤクザに報復されそうになった時に太尊に助けられ、その男気に惚れ込み以来行動を共にするようになった。バイク屋の息子で、よく太尊にスクーターを貸しては壊されている。太尊ほどではないが成績はあまり良くなく、父親に吹き込まれた「うちの店は慶長6年から続いている。」との見え透いたホラを信じ込み米示に突っ込まれるまで気付かない間抜けな面もある。小学校時代から腕白坊主で、番長だったこともある。和美と付き合っており、スケベだが非常に一途。卒業後は家業につき和美と結婚した。
名前の由来は山下泰裕 と作者の高校時代の友人。
沢村米示（さわむら よねじ）
太尊の中学時代からの親友。鼻が大きく、それを指摘されるとキレる。成績は非常に優秀で、帝拳高校では中島と並ぶ。他校との抗争の時は作戦を考えたり参謀的役割も果たす。小学生時代に勝嗣のクラスに転入したことで知り合い、当時は大人しい少年だったが勝嗣に喧嘩を売られたのがきっかけで秘めていた喧嘩の才能が開花し、結局は勝嗣と親友になる。リーゼントヘアーにはこだわりを持っており、クシを常に携帯している。京都にさゆりという彼女がいる。卒業後はT大へ進学。
名前の由来は沢村忠 と作者の高校時代の友人。
七瀬千秋（ななせ ちあき）
本作のヒロイン。太尊の同級生。優しい性格で色々な人から慕われている。初登場時の髪型はポニーテールだったが、自身の髪が質となった闘争で太尊を助けるために自ら断髪。ショートカットになって以後はポニーテールに戻すために伸ばしている。入学式で女子制服がブレザーに変わった事に怒った太尊にたまたま絡まれたのをきっかけに知り合う。ごく初期の頃は勝気な言動や行動が見られ、後のキャラクター設定とは大きく異なっていたが、以降も太尊と薬師寺のケンカを止めるため歩道橋から飛び降りようとするなど時折気の強い所と行動力を見せていた。太尊とは両思いだが、互いに奥手なため関係がなかなか進展しない。太尊が他の女子に言い寄られたりすると嫉妬をしたり、不安になって涙することも多い。あまりに純情な性格なため生理になっただけで恥ずかしさのあまり太尊とまともに口も利けなくなるが、他の男子とは普通にしゃべっていたため太尊から誤解を受けたことがある。高校卒業後は短大を出て就職している。
今井和美（いまい かずみ）
太尊らの同級生で、連載初期に勝嗣の彼女となり以降交際を続けている。中学以来の千秋の親友だが、活発で明るく千秋とは正反対の性格をしている。人の噂などを5000倍に誇張して広める（勝嗣談）ため、よく誤解を招く。ただ親友である千秋のことはよく見ており心配もしていて、彼女に保護者的な態度で接することもある。千秋に負けず劣らず可愛らしい容姿であり、バイト先の客である福田にしつこく交際を迫られたり協栄の赤城に惚れられたり修学旅行生に芸能人と間違われて追いかけられたりとモテる描写も多いのだが、千秋と一緒に不良に絡まれた時には大抵「こっちの女はいらない。」「このアホそうな女。」などと酷い言われようをされていた。看護学校へ進学予定であったが、高校卒業直前に勝嗣の子を妊娠したことがわかり中絶を勧められるも拒否、卒業と同時にできちゃった結婚をした。最終回では山下家で主婦業をしているらしい描写があり、息子の「拓人」が登場する。

### 前田家
前田富士雄（まえだ ふじお）
太尊の8歳上の兄。太尊いわく「血管ピクピクさせたら最後、俺でも手をつけられない。」と言うほどのケンカの強さ。極度の近眼でメガネかコンタクトがないと何も見えず、的外れなものに襲い掛かったりする。腕相撲もかなり強く24年間無敗らしい。パンチパーマにサングラス、アロハシャツという外見はヤクザそのもの。太尊とは登場する度に口ゲンカもしくは殴り合いになっているが、用高の自立を促したり、劣勢に追い込まれた太尊を助けようとしたりもしているので、何だかんだで弟たちのことは大事にしている。
高校在学当時から不良であり、卒業後は上京しジゴロになることを志していた。卒業後は念願かなってホストとして生計を立てている。作中では度々金持ちの女のヒモとなりかなり羽振りは良かったが、最終回では勤務していた店がマネージャーの持ち逃げで潰れたため、ダフ屋に落ちぶれていた。父・文尊との再会と地元大阪での就職斡旋を恐れていたが、結局文尊と出くわし連れ戻されかけていた。文尊に「寺の息子という運命に縛られてほしくない」と思って名づけられ、自由に育てられたため、寺の長男らしくない名前・性格になっている。名前の由来は元プロボクサーの尾崎富士雄。
前田用高（まえだ ようこう）
太尊の1歳違いの弟。街中で「六甲おろし」を口ずさむほどの阪神ファン。後頭部に太尊の煙草ポイ捨てによってできた特徴的なハゲがある。かつては常に父の後ろにくっ付いて歩く気弱な少年だったが、その後空手を始め逞しく成長を遂げる。顔は太尊とよく似ているが、太尊に比べると幼い顔つきをしている。当初は阪神タイガースの選手になりたがっていたが、結局は寺の跡を継ぎ太尊の夢を応援する決意をした。名前の由来は元プロボクサーの具志堅用高。
前田文尊（まえだ もんそん）
富士雄・太尊・用高の父で、尚輪寺住職。太尊いわく「世界最強のおやじ」。年齢に似合わない鋼の肉体の持ち主で、握力90kg、パンチ力200キロ、指立て伏せ連続1000回で、親指だけでも60回をこなすほどで、身軽さもあり東京から大阪まで下駄履きで走って帰るほどのスタミナもあり、トラックにはねられても数日で退院する頑丈さも併せ持つ。
太尊いわく、小さい頃に父・文尊にお仕置きされた時は「俺は小さかったからヘッドバット3連発で済んだが、兄貴は更にパイルドライバーを食らってた」とのこと。また、太尊の得意技であるローリングソバットは文尊の直伝で、自らも得意技としており、東京に来た時には因縁をつけてきたチンピラをローリングソバットで文字通り一蹴した。
弱点として大の医者嫌いであり、藤竹の往診を受けた時は、暴れるのを想定して藤竹の後輩の大学レスリング部員が多く駆けつけ、取り押さえられるほど。50代になった最近では体力がやや衰えたようだが、藤竹には「150歳まで生きるだろう」と言われている。
高校時代は極東高校の初代番長を名乗り、極東の正義の番長の系譜を開いた人物でもあった。後述の辰吉たちの大先輩にあたる。行動は聖職者とも思えない無茶苦茶さだが、彼なりのモラルにはうるさく、女性から金を巻き上げている富士雄に怒って蹴りを入れたり、現在後輩たちが通う極東高校が悪の番長に支配されていることに嘆息したりしていた。名前の由来は元プロボクサーのカルロス・モンソン。
前田茜（まえだ あかね）
太尊の一歳年下の従妹（文尊の弟の娘）。小さい頃はよく太尊らの実家に泊りがけで遊びに来ていた。「ブレザー着ようとすっとジンマシン出んねん病」に罹っている（本人談）ため、ブレザーの帝拳高校に転入しても長いスカートのスカーフ無しのセーラー服を着続けていたが、連載末期には帝拳高校の制服であるブレザーを着た。小兵二軍団、のち軍団保存会の一員。ケンカの前には必ず「戦いの舞」を踊る。大変な悪筆。黙っていればなかなか可愛い顔立ちをしており、小兵二に惚れているが素直になれない上、太尊の血縁であるという事実が分かった小兵二に全力で逃げられてしまっているため仲は進展しない。名前の由来は元アイドル・女優の小田茜。

### 帝拳高校
吉祥寺にある高校。系列校に横浜帝拳高校がある。喫煙やケンカなど問題行動を起こす生徒もいるが、周辺から恐れられるような不良校ではない。太尊たちが入学する以前はボクシング部と応援団が諍いを起こしていたが、太尊の活躍で解決した。

#### 2学年以上の上級生
畑中優太郎（はたなか ゆうたろう）
帝拳高校ボクシング部主将。太尊たちが入学した時は、ボクシング部と応援団との抗争の責任を取り、無期停学となっていた。才能ある真面目なボクサーで人望もあり、太尊が入学する以前の帝拳高校番格だが、太尊同様そういう類の地位には全く興味がない。ボクシング部と険悪だった頃の応援団も彼のことは悪く思っていなかった。太尊とはスパーリングで2度対戦。最初の対戦ではバックドロップで負けるが、2戦目は太尊の無理な減量による体調不良により、なんなく勝利する。高校卒業後は辰東大ボクシング部に推薦入学、大学入学後にも帝拳高校を訪れ、太尊とスパーリングを行っている。最終話ではオリンピックにて金メダルを獲得し、プロへ転向すると噂されている。両親を事故で亡くし、妹・なつみと2人で暮らしている。名前の由来は元プロボクサー畑中清詞。
輪島倍達（わじま ますたつ）
元応援団長。巨漢。長ランに腹巻、リーゼントにヒゲを生やした老け顔。太尊入学以後の帝拳高校副番的な存在。度重なる留年で、高校在学中に成人を迎え、またその年の卒業試験にも落第したので、卒業時には21歳になっていた。武藤がやられた落とし前として太尊にタイマンを挑むが一発でKOされ、以後は応援団ぐるみで太尊の下につく。三迫工業の猛者20人を浜田と2人で難なく倒したり、勝嗣、米示、ジョーが束になっても敵わなかった上山を、満身創痍とはいえ破るなど、喧嘩の実力は高い。家業は建築業で、卒業直前から会社に入り仕事を勉強していた。卒業式では在校生に向かい、将来は建設王になると答辞を行った。
名前の由来は輪島功一と大山倍達。
浜田弘樹（はまだ ひろき）
ボクシング部部員。太尊が入学する以後の帝拳高校副番的な存在。筋骨隆々の身体をしており、実力は輪島と並ぶ。畑中が卒業した後は主将として活躍した。応援団との抗争に絡んでくる太尊を潰そうとしていたが、抗争中に太尊に命を助けられてから太尊の下につき、応援団との抗争もやめ直々に校長に応援団の再結成を申し出た。校長のコネにより一流ホテルへの特別待遇での就職が決まっていたが、進路指導の沼田に嵌められた太尊と誠二を守るため沼田を殴り、卒業を目前にして退学。就職の話も取り消しとなる。その後はトラック運転手になり、何度か太尊たちを助けている。
名前の由来は浜田剛史と井岡弘樹。

#### 1学年上の上級生
大橋英和（おおはし ひでかず）
ボクシング部所属で浜田に次ぐナンバー3的な存在。金髪。渋谷との抗争で入院した武藤と違い、ギリギリ卒業できる立場だった。しかし、武藤と共に留年することを決意し、沼田を殴って停学になろうとしたところ、偶然井岡が運んでいた木材が頭にヒットし入院した。結果的には留年したが、沼田を殴っていた場合停学どころの問題ではなく、（浜田の例によって）間違いなく退学になっていた。その後は前田らと共に卒業している。涙もろいところがある。ボクシングには非常に真面目に取り組んでおり、最終年には横浜帝拳高校のライバル細野に試合で勝利した。パンチはなかなかのものを持っているようで、半分まぐれ当たりながら太尊をKOしたこともある。しかし喧嘩ではあまり強いシーンは描かれず、三原や鬼塚にあっさり倒されている。武藤とソープに行く描写も描かれている。在学中からスナックにアルバイトで入っている。
名前の由来は大橋秀行と赤井英和。
武藤章圭（むとう あきよし）
応援団所属。輪島卒業後部長を引き継ぐ。大橋とは元々犬猿の仲だったが、応援団とボクシング部の抗争が終結してからは親友となる。彼もまた、大橋同様出席ギリギリだったのと鬼塚にアバラを折られ入院したため、出席日数が足りなくなり留年している。卒業後を見越して在学中からパン屋でアルバイトをしていた。
右目下には、中学時代に想いを寄せていたアイコを巡って恋敵同士の関係にあった杉谷と争った末にできた傷跡があるが、杉谷とのケンカによるものではなく、拳に釘を仕込んでいたことを忘れ、顔を拭った際に自ら付けてしまったものである（その話を聞いた大橋たちはずっこけていた）。
名前の由来は武藤敬司と松井章圭。
真冬（まふゆ）
暴走族「ブラウン・シュガー」の元メンバー。恋人に三迫工業の赤井武士がいたが交通事故で亡くす。以来自棄気味となって周囲に冷たく刺々しい態度をとり敬遠されていたが、太尊や原田成吉と出会い、次第に性格に変化が現れる。成吉とはやがてひかれ合うが、武士の死にまつわる後悔からなかなか彼との交際に踏み出せずにいた。しかし、益朗の後押しもあり晴れて恋人同士となる。卒業後は美容師になる。就職した美容院での先輩や同僚の評判は良く、「ツッパっていたなんて信じられない」と評されるほど勤務態度は真面目な様子。
桑田（くわた）
応援団員。武藤がボクシング部の助っ人に行った際、団長代行を任された。
山崎（やまざき）
応援団員。体型は少し太っている。1巻から登場し、よく武藤とつるんでいた。協栄高校の生徒にやられた時、太尊が風邪を理由に仇を取ることを断ったことが太尊と輪島たちとの間に亀裂を生んだ。輪島と共に卒業しており、3年生の時期には全く登場していない。

#### 同学年
原田成吉（はらだ せいきち）
高校生プロボクサーで、作中における太尊の最大のライバル。女生徒にかなりの人気がある。暴走族とのトラブル（藤竹の娘を助けるため）が原因で網膜剥離となってしまい一度は引退するも、太尊と真冬に刺激されて手術を受けてプロとして復帰。後に日本チャンピオンとなり、単身アメリカへ武者修行へ行く。最初は千秋に惹かれていたが、次第に真冬に好意を抱くようになり、後に恋人同士になる。ボクシングでは、かなりのハードパンチャーで、テクニックも高く、太尊にライトクロスを指導したこともある。最終回は、プロボクサーになった太尊と世界王者となった成吉のボクシング世界戦で幕を閉じる。
名前の由来は元プロボクサーのファイティング原田と文成吉。
中田小兵二（なかた こへいじ）
自称帝拳高校の番長。太尊のライバルを自称し、千秋に盲目的な恋心を抱いているが、太尊からも千秋からもほとんど相手にされていない。へたれキャラだがどこか憎めない作中一のコメディリリーフ。番長という地位に興味の無い太尊は彼を帝拳高校の番長と言っているが、校内では馬鹿の元締めと見られている。自ら「小兵二軍団」なる集団を勝手に作り、初代総帥となる。入団者は小兵二の取り巻きを除くと写真部員や海老原のほかにはおらず、最終回では「軍団保存会」の総帥にもなっている。野球部に所属していたが練習試合での小兵二のプレーがきっかけで吉野と野球の勝負をし敗北、そのまま退部することとなる。その後三兵太の入部をかけて再び吉野と勝負し勝利、小兵二も部に復帰するように頼まれるが、番長にスポーツは似合わないとして断った。
主力格と比べるとケンカは弱く（連載時のカラーページでは「幕下」と評価されたこともある）、あっさり負ける場面も多いが普通の不良よりは格段に強く、渋谷や浅草との抗争では一人で数人を倒し、ボクシングの対抗戦は猫パンチでKO勝ちするなどの活躍も見せている。偶然ではあるが太尊と島袋を同時に倒したこともある。親は金持ちでスポーツ全般が得意など運動神経もよくTシャツのデザインも出来ると環境や才能に恵まれてはいるが、自己顕示欲が強く派手で悪趣味なパフォーマンスを好み、ケンカに勝った際にも必要以上に（時に嘘まで交えて）武勇伝を喧伝するので人気は無い。とはいえ親の懐を頼むことはない甲斐性はある。また茜のことは大切に思っており、留学をちらつかせたときも茜を慮って取りやめている。太尊を陥れるために何かと悪だくみを企てては成敗され、ずり下ろされたパンツ一丁の姿で校庭に放置される「パンツずり下ろしの刑」をよく受けている（初回はパンツ一丁にされ、仰向けに校庭に放置されていた。丁寧にも制服は傍に畳まれて置かれている。この刑は渡久地兄弟や中島やヒロトも受けたことがあり、渡久地兄弟に至っては太尊だけでなく仲間たち全員を陥れていた事もあって揃って屋上から吊るされていた）。太尊が鬼塚、薬師寺、葛西、川島などと闘った際、話の締めとして小兵二のギャグで終わるのは定番となっていた。連載中のキャラクター人気投票では太尊に次ぐ第二位に選ばれるなど読者人気も高かった。
名前の由来は田中小兵太。
渡久地丈一郎（とぐち じょういちろう）
通称ジョー。札幌享栄中学より転校してきた渡久地兄弟の兄。体格は大柄で短髪に精悍な顔立ちが特徴。転入してきた当初は弟の誠二と共に下手に出つつ策略を巡らせて太尊から番長の座を奪おうと試みたが、太尊に倒され、その後は和解している。弟と比べると男らしい性格で、倒された後すぐ太尊に認められた。その後も太尊不在時に代わって他のメンバーをまとめたり、勝嗣たちも気がつかなかった太尊の性格と行動を指摘するなど、分析力、観察力に優れた頭脳派キャラクターないし要所で太尊の意を汲む彼の良き理解者として活躍した。太尊を慕いついて行く意志が強い一方で、太尊と成吉のスパーリングでは成吉に賭けるなどオッズは考えているようである。揉め事などが起きた際は真っ先に声を荒げて太尊に止められたり、多人数の楽翠の不良達や島袋、さらにはヤクザ2人相手にも喧嘩を仕掛けるなど、メインキャラクターの中では最も喧嘩っ早い一面もある。太尊からの直伝で、ソバットも使える（渋谷との抗争にて披露した）。長身でバスケットボールがかなり上手い。何かと誠二のことを心配したり、観月との恋をフォローしたりととても弟思いである。登場した当初は一時期、千秋に恋をしていた。卒業後は料理の専門学校へ進学したようで、最終回の太尊と成吉の試合にはコックと思われる服装で観戦に来ている。
名前の由来はピューマ渡久地と辰吉丈一郎。
中島淳一（なかじま じゅんいち）
写真部所属。長髪の鬱陶しい、典型的なオタク少年（アニメやゲームが好きな描写はない）。顔はそっくりだが太っている淳二という弟がいる。性格や外見から周囲に気味悪がられているが、密かに人気者に憧れていたらしく修学旅行では酒を飲んではっちゃける姿を見せ、周囲の笑いをとっていた。写真の腕前は非常に高く「コンクールで鬼のように入賞（本人談）」したり、一見しただけでは解らない出来の合成写真を作り上げたりするため、時々太尊たちに利用されることもある。一方で毎年減らされる部費（年間二千円）を稼ぐためアダルト雑誌に盗撮写真を投稿することもある。「マジかな!?」のペンネームを使用するが、単純なアナグラムのためすぐにバレてしまった。米示同様T大を受験。在学中はさほど太尊らと親しくしていたわけではないが、卒業後もそれなりに親交があるらしく、最終回の太尊と成吉の試合にはカメラマンとして馳せ参じている。作者の森田まさのりのお気に入りのキャラの一人であり、特に後期は1話完結のコメディ回で、中島がメインのストーリーが数話ある。
名前の由来は元プロボクサーの中島俊一。
大友弘之（おおとも ひろゆき）
小兵二の連れでパンチパーマの方。「小兵二軍団」の一人。初登場時はそれなりに悪そうなチンピラのイメージで描かれていたが、その後は小兵二の不始末を皆様に申し訳なさそうにお詫びするキャラクターが定着した。最終回まで小平二に付き従い、軍団保存会のメンバーになる。
小見山広成（こみやま ひろなり）
小兵二の連れで刈り上げの方。「小兵二軍団」の一人。弘之同様、暴走する小兵二の尻拭い役として定着。最終回まで小平二に付き従い、軍団保存会のメンバーになる。
吉野（よしの）
野球部のエースピッチャーで決め球はシュート。練習試合での小兵二のプレーがきっかけで小兵二と野球の勝負をし勝利。この出来事が原因で小兵二は退部している。その後三兵太の入部をかけて再び小兵二と勝負し敗北、三兵太の入部を認めた。小兵二のことが嫌いなわけではないらしく、勝負に負けたあとは部に復帰するように頼んでいた。かなり実力があるらしく、彼に憧れて入部した1年生も多い。三兵太に期待をかけている。
竹本美香（たけもと みか）
お団子頭が特徴的な太尊の同級生。元々は太尊が好きだったがある一件をきっかけに三兵太の彼女になる。
北澤（きたざわ）
小兵二のクラスメート。非常にサッカーが上手く女子生徒に人気があったが、小兵二にズボンを脱がされた事件がきっかけで人気を失う。北澤自身はそれをずっと恨んでおり、後に小兵二のズボンを脱がして報復するも、アクシデントにより相打ち。
ジェニファー加長井（ジェニファー かおさい）
太尊達の同級生。ポニーテールで一応ハーフの留学生。自称ハーフとも言われる。太っている。

#### 1学年下
中田三兵太（なかた さんぺいた）
小兵二の弟。野球部員。性格は兄とは対照的に品行方正で、太尊のことを尊敬している（太尊もしっかりした性格を気に入っている）。兄のアドバイスでツッパリルックにしたが似合わず、さらに背が小さく童顔であるため上級生の女生徒にかわいがられた。その後、身長が伸び、さらには地道な努力を続けていたこともあって野球も上手くなったためさらにモテるようになる。そのことで兄の小兵二から嫉妬されている。また、一時ながら太尊をぶちのめし勘違いして起きた兄の傍若無人ぶりに眉をひそめ、太尊に小兵二を締め上げるように頼んだこともあった。実は太尊の幼少期と瓜二つである。
渡久地誠二（とぐち せいじ）
丈一郎の弟。転校当時は兄・丈一郎とともに太尊を陥れて帝拳高を支配しようと目論んでいたが、失敗が続いた上、自身の行いがもとで浜田を退学に追い込んだため、その後は改心し、太尊と和解した。ボクシング部に所属。アマチュアボクシングのルールにはかなり詳しく、ストーリー内でも的確に解説しており、実戦練習では太尊を手こずらせていた。しかし、兄と違い小柄で喧嘩も活躍している描写は少ない。ストーリー内で鼻骨を3度折る。他にも、渡嘉敷にはスパーリングで病院送りにされ、葛西には肋骨を折られている。だが、鬼塚から拷問を受けても決して口を割らないなど、芯が強い面もある。恋愛に関しては純情で、美術教師の観月先生のことが好きだが、観月は井岡のことが好きだったために失恋し、告白を受けていた菅野ちほには「保険みたいで失礼」という考えから断腸の思いで断る。
名前の由来はピューマ渡久地と淺川誠二。
大柄蔵人（おおがら くろうど）
写真部員。中島の弟子で彼に写真に関する様々な技術を教わっている。名前に反して非常に小柄で大人しい生徒。優等生タイプで気弱そうに見えるが、非常に機転の利く性格をしており、太尊たちとも普通に会話でき、更に小兵二軍団の軍団員でもあったりと広い交友範囲を持つ。物を渡されると、どういう構造なのか認識するために分解をする癖がある（作中ではライターやカメラなど）。
千原セイジ（ちはら セイジ）
連載終了直前になって登場した大阪からの転校生。大阪での縁から茜を「茜ネェさん」と呼ぶ。茜の誘いで小兵二軍団に加入し軍団幹部となった。モチーフは千原兄弟の千原せいじ。
千原コージ（ちはら コージ）
千原セイジの弟。兄から「ちょっとネクラ」と言われた通り、終始無表情で無言だった。ここでは一応1学年下に分類しているが、作中ではこの兄弟の年齢及び学年は不明。モチーフは千原兄弟の千原ジュニア。

#### 2学年下
大場浩人（おおば ひろと）
通称ヒロト。太尊たちが3年時の時の主要キャラクター。中学時代に米中の番長を張っていた頃、ある事件をきっかけに太尊と知り合う。帝拳入学後は太尊を「殿」と仰ぎ尊敬している。怯えると高い場所に上る。基本的に作中の登場人物は武器を持ち歩かないが、彼はメリケンサックを常備している模様。ひなのに好意を抱いているため、海老原と折り合いが悪い。
空回りと悪ノリのひどさで加減を見失いがちで、深刻な問題を引き起こし、後悔に駆られることもしばしば。ケンカっ早く強気な行動に走りがちだが、実力は武闘派の中では弱いほうで自身が重傷を負うことも多い。鶴田や八尋を不意打ちで下す星をあげたことはあるが、いずれも後先考えない手段を用い、しかも両人とも病院送りにし、戦功としてはマイナスに働いている。一方で太尊へのまっすぐな尊敬と信頼の念は、他校との抗争で太尊の最後の底力を引き出している。また、太尊に頼っているだけの自分の現状を悩み、あえて太尊にタイマンを挑んだこともある。最終話では一年留年して卒業した。卒業式後に慎二達から沼田へのお礼参りを持ち掛けられるも断り、その際に｢高校四年行ってる間に変わったよな。｣と言われ、｢四年って言うな四年って!｣とツッコんでいた。
名前の由来は大場政夫とTHE BLUE HEARTS（当時）の甲本ヒロトで、外見のモデルもTHE BLUE HEARTS時代の甲本本人をモチーフにしている。
海老原昌利（えびはら まさとし）
通称マーシー。中学時代に留年しているため、2学年下だが年齢は太尊達より1つ下。中学で留年ということから、入学時に教師から「前田以上」と言われた。中学時代に不良グループの頭にタイマンを挑むが、大勢で袋叩きにされた挙句、カッターナイフで額に傷を付けられ、その額の傷痕を隠すために常にバンダナを巻いている。その負傷事件以来、人を信じず孤独な一匹狼的スタンスをとっていたが、太尊と出会い熱いタイマン勝負に負けて仲間になる。
本人いわくプロレスは得意で喧嘩の際は主に蹴り技を多用し、中でも跳び膝蹴りが必殺技。喧嘩の腕もかなり立ち、敵のNo.2との対戦も多い。敗戦の描写も少ない。本人はほとんど異性に興味が無いようだが、女子生徒に非常に人気がある。前田らとの和解・仲間入り後は、やや天然ボケな一面も見せ、小兵二軍団の一員にも加えられることとなり、その後いつも小兵二軍団のTシャツを着ている。なお、小兵二と共にTシャツ姿を見せた際に生徒達に大笑いされ｢な、何故?｣と驚いていた。八尋とのタイマン勝負の回以後は、他校ながら彼と一緒にいるシーンも多い。
名前の由来は海老原博幸とTHE BLUE HEARTS（当時）の真島昌利で、外見のモデルもTHE BLUE HEARTS時代の真島本人をモチーフにしている。
松村純之助（まつむら じゅんのすけ）
ヒロトの中学時代からの相方。ヒロトと行動をともにしているため、なにかと面倒に巻き込まれることも多いが、比較的常識人。女性には優しく、優しさに付け込み自分を騙していた女子高生にさえ手を上げることができなかった。
名前の由来は元東洋太平洋フライ級チャンピオンの松村謙二、外見のモデルはTHE BLUE HEARTSの河口純之助。
石松徹也（いしまつ てつや）
モヒカン頭の巨漢。体格と無口且つどもり口調で誤解を受けやすいが、無用な争いは好まず朴訥な優しい性格。タイマンの戦歴は少ないが、実力は海老原と並ぶ。喧嘩の際は怪力に物をいわせて相手を投げ飛ばしたり力任せに殴り飛ばす。勢いに乗りすぎて自爆してしまう場面も見られるが、太尊や仲間たちは石松がバイクを持ち上げるなどの怪力を見せた際、驚いて何も言えなくなってしまった(特に石松に対して冷たく扱っていた武藤、大橋、ジョーは青ざめた顔で互いに見合わせており、それ以降は対等に接するようになった)。海老原の親友で一番の理解者。
名前の由来はガッツ石松、外見のモデルはTHE BLUE HEARTSの梶原徹也。
加納（かのう）
写真部員。眼鏡をかけている。中島のお祝いをよそに「早く帰ってFF6の続きをやりたい」と発言したりもしているので中島および写真部の活動に関してはあまり熱意を持っていない。大柄の勧誘で後に小兵二軍団に加入する。
篠山（しのやま）
写真部員。やや太り気味の生徒。加納同様に大柄に誘われ小兵二軍団に加入。
槙原ひなの（まきはら ひなの）
生まれつき茶髪のショートカット。海老原に好意を抱いている。ヒロトとは喧嘩友達のような関係だったが、次第に惹かれていく。
ナミエ
ひなのやヒロトらの同級生の「遊んでるスケベな女子高生」。男の股間を勃起させることを生きがいとしている。ひなのへの嫌がらせのような形で海老原に迫るが、当の海老原に一蹴された。
菅野ちほ（かんの ちほ）
1年生。誠二が好きで告白するが振られてしまった。
中島淳二（なかじま じゅんじ）
中島淳一の2つ下の弟。兄同様に長髪だが体型は太っている。クラスメイトの不良グループからパシリにされていたが、兄の援助で太尊達と一緒に写っている合成写真をパシリにしていた連中たちに見せ、反対の立場にしてやった。その後は、兄・淳一に「鍛えてやってほしい」との理由から、小兵二軍団に入団させられた。同級生からはその名前から「稲川」と呼ばれていた。

#### 3学年下
慎二（しんじ）
ヒロトの後輩の中学生。彼の軽い気持ちで発した看板に胡坐をかく一言がヒロトに大きな影響を及ぼした。太尊達の卒業後、帝拳高校へ入学したことが最終回で明らかになる。

#### 教師
近藤真彦（こんどう まさひこ）
通称マサさん。帝拳高校ボクシング部顧問で数学教師。太尊たちのクラス担任。太った体にヒゲ面が特徴で、血液型はAB型RH(−)。
当初はマサさんと呼ばれると「近藤先生だ」と訂正したが、途中から訂正しなくなった。教師の鑑のような存在で、人を中身で見ることから太尊をはじめとして様々な生徒に慕われている。普段は非常に温厚で物腰も柔らかいが、非ありと見なした時にはたとえ目上の相手でも女性でも毅然とした態度で意見するため、女生徒はもちろん、浅野からも好意を寄せられていた。
今でこそ太ってしまっているが、大学時代は日本屈指のレスリング選手で、藤竹とはレスリングでも恋愛でもライバル関係であった。彼のほうが実力的には上であり、オリンピック代表に三度も選考されるものの、様々な事情で結局一度も出場は叶わなかった。特に二度目（モントリオール）の代表選出の時、藤竹の彼女であり彼自身も密かに好意を寄せていた綾が交通事故に遭った際、綾の血液型がAB型RH(−)という2000人に一人の割合しかいない極めて特殊なものだったため、同じ血液型を持つ近藤からの輸血なしでは命が危なく、輸血をすれば代表には間に合わないという極限の状況の中、「彼女には今しかないんです。俺の血しか」と迷うことなく彼女を助けるため、輸血を選択する。しかもその事実を一切口外しないよう医師に強く念を押し、藤竹ばかりか教え子の太尊らにすら「代表を外れたのは尻のできものが悪化したからだ」と伝えていた。そのあまりの男らしさに当時の担当医がいたく感銘を受け、今でも近藤のことを思い出して時折逢いにくるほどである。三人の友情は未だに継続されており、後に担当医の男性が藤竹に宛てて書いた手紙で初めて真実を知り、藤竹も綾も太尊も近藤のそういった人格に感動し涙を流していた。
後に前々から好意を寄せられていた浅野からの告白を受け結婚、三つ子を授かる。
容姿のモデルはマサ斎藤であり、斎藤の訃報に接して森田がイラスト入りのツイートをした。
井岡（いおか）
帝拳高校の英語教師兼生活指導係。先の割れた竹刀を常に持ち歩いている。パンチパーマにサングラスというヤクザそのものの外見で腕力も強く、赴任当初は非常に恐れられていた。だが、太尊に殴られてパンチパーマがハゲを隠すためのカツラと発覚してからは急速に権威が失墜。以来、太尊を目の仇にして何度も復讐を企む。しかしながら、基本的には心から生徒を思い遣っている良い教師で、太尊や誠二と負傷するほどの殴り合いになっても、男と男の勝負に教師と生徒の関係は無用とのことで不問にするなど男気のある人物である。また、教師相手には丁寧な言葉づかいで話す礼節をわきまえている。後半では太尊と喧嘩友達のような関係になっており、彼に悩みを打ち明けられた太尊が一肌脱ぐことも多々あった。美術教師の浅野洋子に惚れていたものの、マサさんとの結婚で退職したため、浅野への恋は成就しなかった。
強面な外見に反して小心者なところがあり、女性に対しては純情でまともに目を合わせて話すこともできないため、日々サングラスを常用している。自分に自信がないことをうかがわせる発言も多い反面、開き直ると思い切った行動に出るタイプであり、浅野に振られた後は残っていた頭髪を全部剃りスキンヘッドになった。しかしカツラは相変わらず被っており、自ら「照れ屋」と評している。その後、浅野の後任として赴任してきた観月をめぐり、何度となく誠二と恋の鞘当てを行ったが、最終的には勝利を収めて彼女と結婚を果たした。
「ろくでなしぶるーちゅ」では、半ば事故のような形で千秋にカツラを外され、千秋を叱る描写がある。
竹原（たけはら）
帝拳高校の体育教師。「高校生らしい頭髪ではない」との理由からヒロトや勝嗣等を強制的に丸刈りにしたり、女生徒へのセクハラなど横暴の限りを尽くしていたが、行き過ぎを咎められ学校から謹慎処分に。復帰後もあらゆる手を使い、太尊らを退学処分にしようと目論んだ。その後、実家の父が倒れたために休職。その事件が自分の教師としてのあり方を考え直すキッカケとなった。
大橋や武藤が沼田たちへの礼参りをしようと計画していたことを偶然聞き、「沼田への礼参りはしないこと」を条件に自身への礼参りを許可。その翌日に辞表を提出し、太尊たちの代わりに彼自らが沼田を殴る。去り際に、駅のホームで太尊からは「お前のことは嫌いだったけど、今は本当に感謝している」「親父さんが元気になったらまた戻って来いよ！」と感謝の言葉を贈られた。太尊を目の敵にしていたことを悔やみ「最低の教師だったな…」と呟いて去って行く。最終話では帝拳高校に復職し、留年したヒロトの担任を勤め上げた姿が描かれている。
校長
通称キング。本名不明。「キング校長」と呼ばれると「誰がキングだ！」と怒る。登場初期は奇抜なキャラクターだったが、連載が進むにつれて外見以外は普通の性格に落ち着いた。太尊たちの卒業式で結婚式のスピーチのような挨拶を行っている。最終話では太尊や成吉の母校の校長であることをちゃっかりアピールしていた。不良たちを嫌っているような言動も何度か見られたが、教育者として彼らの将来をそれなりにきちんと慮っており、決して「見てみぬフリ」「臭いものに蓋をする」ような性格ではない。先述の通り竹原に対しては行き過ぎを咎め謹慎処分を出しており、自分に言い寄る沼田の考え方にも否定的だった。
沼田（ぬまた）
進路指導教師。陰湿な性格で生徒に嫌われている。「不良生徒は冤罪に陥れてでも排除すべき」という思想の持ち主で、太尊たちを常に目の敵にしており、少なくとも彼らを「処分」する気はあっても「教育」「指導」しようとする気はほとんどない、ある意味マサさんの対極に位置する人物。教頭に昇格するために校長にあからさまなおべっかを使うなど、出世欲だけは異常に強い。しかし、校長からかつて帝拳高校に在籍した教師が卒業式後に不良たちの礼参りによりケガを負ったことを聞かされ、「校内の生徒たちが自分に礼参りを行うのではないか」という恐怖心を抱くようになる。太尊に金を渡して懐柔しようとするも太尊にはあっさり撥ねつけられ、その後「礼参りをさせる」と言って太尊たちを屋上に呼び出したところ、そのやり取りを見ていた海老原の蹴りを喰らって入院する羽目になり、教頭への昇格も幻となった。最後まで憎まれ教師のまま、最終回となった3年後の卒業式後も礼参りのターゲットにされていた。なお、この時のヒロトは「みんなでお礼参りしないで、一人でやれ」と、かつての太尊と同じことを口にしていた。
藤竹（ふじたけ）
原田成吉の保護者的存在。かつては名カットマンとまで言われる程の腕を持っていた。近藤とはかつて同じ大学の学部違いで共にレスリング部に所属し、国内でトップの座を争うライバルであり、マネージャーの綾をめぐる恋敵でもあった。ミュンヘン五輪では、持病の胃潰瘍が悪化したために代表を辞退した近藤の代わりに出場したが、現地で下痢になってしまったことがある。綾が交通事故で命を落としかけたときに自分が救えなかった後悔から、医師になることを決意。奇跡的に輸血が間に合い、回復した綾と結婚した。後に帝拳高校の校医として赴任し、近藤が五輪出場と綾について長年隠していた真実を知ることになる。血液型はO型。
具志堅（ぐしけん）
体育教師。幼児みたいな舌足らずな口調で喋るが、作品の後半では普通の喋り方に直っている。いつも乱闘になる太尊たちのクラスの授業に頭を抱えているが、授業に罰ゲームなどを取り入れるなどしてうまく太尊たちをコントロールしている。外見は具志堅用高そのもの。
笠（りゅう）
古文担当の老教師。普段は何をされても怒らない穏やかな人物であるため生徒からナメられ、授業中は自由時間のような状態だった。しかし、本来は一度怒ると歯止めが効かなくなる性格だったため最愛の妻に逃げられており、それ以来怒らないように心掛けてきた。空手の達人（七段）で鬼のように強く、竹原を蹴り倒して以来生徒たちが大人しくなった。授業中に怒らせる目的で「ラーメン食ってきて良いスか？」と聞いてきた太尊に「駅前のホープ軒が美味いぞ」と教えるなどラーメンをよく食べる模様。「怒りは取り返しのつかん事になる。愛する人がいてこそ人生は素晴らしい。思い出は大切にせんとな。」と太尊に諭した。
丸山（まるやま）
教師の一人。担当教科や担任のクラスは不明。だらけている吉野を注意し警告を与えていた。
浅野洋子（あさの ようこ）
美術担当の美人教師。数々の生徒・教師を魅了・翻弄していたが、自分を本気で叱ってくれたマサさんに惚れ（実は前々から好感を寄せていたが、会話に踏み出す機会がなかった）、彼女の方から告白し、やがて結婚・寿退職した。好みのタイプはブルータスでハゲは好みではないらしい。マサさんとの間に三つ子をもうける。
観月真梨絵（みづき まりえ）
寿退職した浅野の後任として赴任してきた23歳の美術教師。童顔かつ子供っぽい言動がトレードマークで、学校のアイドル的存在。彼女をめぐり井岡と誠二が激しく争った。絵のモデルを頼んでいる内に井岡と相思相愛となる。金や権力には一切興味が無く、御曹司との見合いの席を断って井岡と結婚した。

### 帝拳高校以外の吉祥寺の高校

#### 米倉商業高校
島袋大（しまぶくろ ひろし）
米倉商業高等学校の頭。柔道部のエースだったが辞めており、2年生を2度経験している。基本的には困っている人を見過ごせない性格で、卑怯な事を嫌い体を張って後輩を守る（留年の一回はこれが起因してのもの）。ただし「玉袋」と呼ばれると激怒し、負傷した相手すら手加減せず叩きのめすほど逆上してしまう悪癖がある。
自動車事故を機に太尊と知り合う。太尊とはしょっちゅう喧嘩する仲だが、心の底から敵視しているわけではなく認めている部分も多く、いざという時は互いに助け合う戦友でもあり、実質吉祥寺に於いては太尊と対等に接する数少ない存在。困っている人を助けようとしたら太尊と同時だったというのは恒例のネタ。喧嘩にも柔道技を駆使するため狭い所では本領を発揮出来ず、他校との抗争の時は油断や場所の悪さから辰吉・鬼塚・葛西らに一方的に倒されているが、太尊とケンカするときは互角に戦い勝負がつかない。故に吉祥寺近辺では唯一太尊の帝拳高校にやられていない高校として米倉商業高校の名が挙がっている。卒業を前に就職活動を続け、留年しているのが影響してか全く結果が出ず落ち込んでいたが、赤城からたこ焼き屋台を引き継いだ。
名前の由来は島袋忠司。
八尋（やひろ）
米倉商1年。角海老中出身。攻撃的な性格で喧嘩もかなり強い。太尊と本気で争おうとしない島袋に苛立ち、奇襲で島袋を倒し、米商の番長の座を奪い取る。しかし、仲間たちからは「本当の島袋の強さを知らない」と相手にされず、戸惑っていたところでヒロトの奇襲に遭い病院送りの重傷を負ってしまう。これを太尊の仕業と誤解した島袋が彼のために初めて太尊と本気で戦う姿を見て、その真の強さに感服し、舎弟として数々の戦いで活躍するようになる。海老原とは1度対戦して負けているが良きライバルであり、お互いに認めているところもある。同級生の霧子のことが気になるが、霧子が島袋に惚れているために素直になれない。霧子の島袋への恋のために一人で不良たちと戦って袋叩きにされたこともあった。このエピソードではその後、海老原と共に報復に向かっている。
杉谷（すぎや）
武藤の中学時代の同級生。中学時代はナイフやチェーンを普段から携行し、ケンカの度に取り出すような男だった。武藤との一件をきっかけに高校生になってからは卑怯を嫌う正々堂々とした人物へと変化した模様。
佐藤霧子（さとう きりこ）
佐藤零の妹。中学時代に協栄高校の不良に絡まれている所を島袋に助けられたのをきっかけに米倉商業に入学、柔道部のマネージャーとなる。なお島袋は、霧子を助けたことと、その際に柔道着を置いた車を30分間追いかけ続けたことにより、追試の時間に遅れてしまったため留年が決まり、柔道部を退部した。八尋とはクラスメートだが、彼の気持ちにはまったく気づいておらず、野蛮な不良と思っている。
アイコ
武藤、杉谷の同級生で杉谷の中学生以来の恋人。かつて彼女を巡って武藤と杉谷が争ったことがある。この二人の喧嘩の際に杉谷が当初隠し持っていた武器をこっそり抜いて、彼への真剣な愛情故に当時の杉谷の卑怯さが改まることを願っておりその心に打たれて武藤も身を引き、杉谷も己のあり方を改めた。中学時代の髪型は眼鏡にポニーテール、高校では髪を下ろし眼鏡も外していた。

#### 協栄高校
赤城肇（あかぎ はじめ）
協栄高等学校の頭。無類の酒好き。元々はパンチパーマだったが、飲み比べで太尊（の酒乱癖）に負けて以来、太尊への敬意としてスキンヘッドにしている。太尊には頭が上がらず敬語を使っていたが、渋谷との抗争時から同格的な扱いになった。井の頭公園で評判のたこ焼き屋台を経営。かつてかなり本気で和美に惚れていた。
アイドル「工藤静香子」の大ファンで、彼女が婚約した記事がスポーツ新聞に出ていた時は大荒れしたほど。
吉祥寺のNo.3と評される実力者で、米示たちすらその格は太尊や島袋より上と認めるほどのものだが、中学時代同級生の鬼塚には前歯を折られていたり、上山とのタイマンにも敗北するなど、作中の戦歴は良くない。卒業後もOBとして泣きを入れてくる後輩達の様々な世話を焼いているが、あまりに無茶な頼みごとをされた際にはたこ焼きの具をぶちまけて追い払う（具は回収して使おうとしたが、猫に食われて果たせずに終わる）など、筋はきっちり通している。伯父の紹介によりアメリカのダラスでたこ焼き屋を始めるチャンスを得る。このチャンスは太尊たちのミスにより一度はなくなりかけるものの、そこを島袋にフォローしてもらい事無きを得る。その後、屋台を島袋に託しアメリカに旅立つ。
西沢（にしざわ）
協栄高等学校の生徒で、三迫中学校の卒業生。トップに立つという欲望だけは強いが、それだけの器はなく姑息な手段でしか勝つことが出来ない男。中学時代、タイマンを申し込んだ海老原を仲間と共に袋叩きにし、さらにはカッターで額に傷を付けた。高校に入ってからも1対1で戦わず、八尋を大勢で袋叩きにしていた。やがてその悪評が太尊や島袋の耳に入ると、ようやく海老原とのタイマンを約束するが、それは形だけで、実際は八尋との決闘も同じ時刻に指定し、鉢合わせた海老原と八尋のタイマンを画策し漁夫の利を狙った。だが最終的には海老原に返り討ちにされる。その後、ヒロトの話では八尋に報復され、赤城にも説教されたらしい。
神代（かみしろ）
赤城の舎弟。スキンヘッドで眼鏡の男。
坂本（さかもと）
赤城の舎弟。モヒカン頭で少し太めの男。輪島に飲み比べに負けたことで眉毛を剃られたあげく頭も剃られ、仕方なくモヒカンにした。赤城にはウルトラマンみたいなツラにされたのかと誤解され呆れられた。
福田（ふくだ）
女たらしでバイト中の和美にちょっかいを出していた。勝嗣と揉め、1度は多人数で袋叩きにして勝利するが、その後のタイマン勝負で敗北する。
ヒトシ
西沢の連れ。西沢の加勢をするために控えていた。
和也（かずや）
西沢の連れ。
下西（しもにし）
石松の中学時代の同級生。石松に対して深い尊敬と信頼を持ち合わせている。

#### 角海老高校
平仲光二（ひらなか こうじ）
角海老高校の頭で、なつみの彼氏。高校のボクシング大会で畑中との試合中に左拳を潰したことが原因でグレた。その後畑中を心の底から恨み、畑中の高校最後のボクシング大会を理由に他校との抗争を起こせない前田たちを痛めつけた。しかし、最後は逆上して手を出してしまった太尊により打ちのめされ、やけになって使える右の拳も潰そうと壁にパンチを繰り出そうとしたが、その壁に畑中が手を差し伸べたことで和解し、自らの行いを本当に反省した（この時畑中はバンテージを厚く巻いていたため、拳には一つも傷を負わずに済んだ）。過去に他校の不良に絡まれていたなつみを助けたこともあり、根は悪い人間では無い。
誠（まこと）
光二の命令でなつみを迎えに行った時、太尊に一発殴られただけで逃げて行った。
畑中なつみ（はたなか なつみ）
角海老高校の女生徒。帝拳高校ボクシング部主将、畑中優太郎の実の妹で、光二の彼女。兄優太郎とのボクシングの試合で拳を潰し、それが原因でグレた光二に対しては、最後まで本当の彼の姿を信じていた。

#### 三迫工業高校
三原剛史（みはら つよし）
三迫工業高校の頭。学年は大尊達の1年上。ブラウンシュガーとの抗争の中、当時真冬の彼氏だった武士の策略にはまり、警察の目の前で武士の右目を殴ったために少年院行きとなった。出所後、留守を任せていたナオトが喧嘩に負けた事を知って激怒し、彼に徹底的な制裁を加える。その後、真冬への報復と太尊への敵対心のために舎弟を率いて帝拳高校を襲撃。電話線を断ち切った上で勝嗣らを始めとする生徒、更にはマサさんにまでも暴行を加える。その後、賢徳寺にて武士の墓の前にいる真冬を仲間と共に痛めつけ復讐を果たそうとするも襲撃時には不在だった太尊・輪島・浜田の3人が駆けつけたことにより阻止された。最後は太尊との一騎討ちとなり、彼が放ったフロントスープレックスによって武士の墓に顔面を叩きつけられたことが止めとなり、KOされた。極悪卑劣な性格だが、大橋・勝嗣を全く問題にせず太尊とも互角の勝負を繰り広げるなど喧嘩に関してもかなりの強さを誇る。また、敗北を何よりも嫌っており、これがナオトに徹底制裁を下した要因でもあった。高校は卒業している事が太尊達が3年時のエピソードでの三迫工業在校生達の会話で分かる。
飯泉ナオト（いいずみ ナオト）
三迫工業高校の生徒で、米示の中学時代の同級生。当時から米示の彼女であったさゆりに散々迫った挙句、その唇を強引に奪った軟派な男であり、キャラクター的には硬派の三原とは対照的である。空手の有段者であり、殴り込みをかけた米示をあと一歩まで追い詰めたが、米示の前でさゆりのことを「インラン女」と余裕を見せて罵ったことが仇となり、これによる怒りで奮起した米示によって形勢を逆転され、無様に敗北。その後、少年院から出所・復学した三原に敗戦を知られて激怒され、制裁を受ける。三原が少年院送りになっていた間には留守を任されているが、三原に対しては決して逆らえない。三原が企てた三迫工の帝拳への襲撃にも参加し、帝拳に殴りこんで米示らを前の復讐とばかりに散々に殴るも、武士の墓のある賢徳寺で、駆けつけた太尊に仲間たちを痛めつけた報復のごとく激しく殴られ続けて半殺しにされ、それ以降登場しなくなった。太尊とも同じ中学の卒業生であるはずだが、お互いに面識はなかったようである。
赤井武士（あかい たけし）
三迫工業高校の生徒で真冬の彼氏だった人物で故人。ブラウンシュガーとの抗争を警察に連絡したため、怒り狂った三原に殴られて右目を潰され、視力を失った。後に医者に止められていたバイクに乗ってしまったのと、トラックの居眠り運転に巻き込まれて命を落とす。

### 吉祥寺以外の高校

#### 渋谷楽翠学園
鬼塚（おにづか）
渋谷楽翠学園の頭。東京四天王の一人。ランチコートを愛用している。学年は太尊たちと同じだが、中学の時に留年しており年は一つ上。格闘技等は使わないが怪力を誇る。また、太尊にはアゴを割られても立ち向かい、葛西にはアバラと片腕を折られてもギブアップせず、かなりの精神力がうかがえる。
登場時は気に入らない暴走族のリーダーを半殺しにするなど非常に悪辣で冷酷非情な男であり、味方であってもミスがあれば殴りつけ、島袋と組み合っていた須原を2人まとめて2階から突き落としたりと、仲間を力と恐怖で支配する道具としか見ていなかった。しかし、吉祥寺の面々との抗争で太尊に敗れた後は仲間の大切さを知り、改心して上山にその座を禅譲、後に仲間と心を通い合わせた真の渋谷のリーダーに成長している。太尊に対しては自分の過ちに気付かせてくれた恩人として感謝している。大阪抗争編では、四天王共闘の時には沈着冷静・理知的な描写が多く、暴走する川島に仲間との信頼を諭す姿すら見せた。
上山（かみやま）
楽翠学園のNo.2。輪島に匹敵する体格でボディ攻撃が通用しない。吉祥寺との抗争では、勝嗣・米示・ジョーを3人まとめて倒し、当時、太尊、島袋に次いで吉祥寺ベスト3だった赤城との戦いにおいて、赤城にホースで首を絞められるも針金で閉められたホースを引っこ抜いて勝利し、高い実力を見せ付け、連戦連勝。更に連戦になった、無傷の輪島との戦いには、連戦による連戦の上山は今までのダメージ、疲労もあり、奮戦、善戦したものの敗れるが、その風貌と圧倒的なパワーは、赤城から「ビガロ」と喩えられたり、「本当は鬼塚より強いのではないのか」などと言われていた。鬼塚が吉祥寺の面々から散々けなされた時には何も言わなかった楽翠の面々が、上山への悪口に怒って吉祥寺の面々と乱闘するなど、鬼塚とは違い純粋に仲間から慕われている。赤城に諭されて鬼塚との決別を決め、抗争後は形式上彼が頭になったが、再登場した時には仲間からの厚い信頼を得た鬼塚にトップの座を返上している。極東との抗争では、一度川島に倒されるが、後に須原と２人で勝嗣たちの元に駆けつけ、地下駐車場での抗争に参加した。
須原（すはら）
楽翠学園のNo.3。太尊と同じ大阪出身で関西弁で喋る。軽い身のこなしを活かした戦法が得意。太尊のパンチをバク転でかわしたところ、ゴミ箱の上に降りてしまいはまりこんで転倒したり、ベルトを引き抜いて太尊を打ちのめそうとするも、直後に太尊にズボンを引きずり降ろされてしまうなど、初登場時間もなく数度にわたってギャグシーンを披露した。吉祥寺との抗争では鬼塚のあまりの非情・卑劣さに嫌気が差して戦意を失い、鬼塚への精一杯の反抗として島袋にわざと投げられ続けてKOされる。再登場時には鬼塚に軽口を叩いており打ち解けていることがうかがえる。鬼塚の件で太尊にも義理を感じているようで、四天王制覇を目論む葛西の警告をしに吉祥寺までやって来る。極東との抗争では、一度川島に倒されるものの、上山と共に再び抗争に参加する。
小太郎（こたろう）
楽翠学園の生徒で鬼塚グループのメンバー。鬼塚に陰口を聞かれてしまい、死刑宣告を受けて太尊らと共に吉祥寺に逃げる。見た目は小柄で気弱そうだが、鬼塚の命令に背き負傷した仲間をかばうなど、芯の強い一面もある。太尊に倒されて上山を始めとする仲間たちから背を向けられた鬼塚にも手を差し伸べており、そのことに鬼塚は涙し、彼に仲間の大切さを気付かせる切っ掛けになった。
松本（まつもと）
楽翠学園の生徒。渋谷で和美をナンパした。この時に止めに入った勝嗣といざこざを起こしたことがきっかけで後の渋谷と吉祥寺の間で抗争が起こった。
古城（こじょう）
松本の救出と太尊達への報復のために鬼塚を呼びに行った。

#### 浅草笹崎高校
薬師寺（やくしじ）
浅草笹崎高校の頭。東京四天王の一人。太尊同様、無駄な喧嘩を好まず名を上げることにも興味を示さず、仲間を大事にしているので人望は厚い。後に発売されたコンビニ版コミックスによると、後述の鶴田、亀岡とは上下関係の無い間柄であり、劇中でもタメ口、かつ名前もさん付けでなく、呼び捨てで言い合う仲であった。空手を習得しており特に蹴り技が得意だが、状況によって目隠しや関節技などのテクニカルな技も使用する。また太尊のアッパーを凌ぐなど、防御技術にも長けている。
かつて吉祥寺に住んでいた時期があり、その頃の同級生である千秋や和美とは「ヤッくん」と呼ばれる仲。特に千秋には中学時代に転校してからも想いを寄せており、太尊とは四天王としての宿敵であると同時に千秋を巡る恋敵でもある。太尊と争う気は無かったが、本人を眼前にして勢いで千秋を連れ去ってしまい帝拳との抗争が勃発、必然的に決着を付けることとなってしまう。池袋抗争編で葛西とタイマンを張るが、一方的にやられアバラを折られる。大阪抗争編では千秋と和美の呼び出しに応じて参戦。他の四天王との兼ね合いからか葛西に突っかかったり、大勢の敵がいるにもかかわらず大技を出して隙だらけになってしまったことで一斉に反撃されるという失態を2度も演じるなど、やや軽率なキャラクターになっていた。千秋を吹っ切った後は、気恵という子を追っかけているらしい。
鶴田（つるた）
浅草笹崎高校のNo.2。角刈りに眉無しとかなりの強面。亀岡と吉祥寺に殴り込み、喫茶店にいた勝嗣・米示・松村を打倒して宣戦布告とした。相当の実力者だが、何よりも危険なのはその凶暴な性格で、椅子で勝嗣たちを叩きのめし、太尊の頭に缶がぎっしり詰まったゴミ箱を振り下ろすなど、およそ容赦というものを知らない。リベンジに来た勝嗣・米示と小兵二を苦戦しながらも返り討ちにしたが、直後にヒロトの奇襲を受け滅多打ちにされて病院送りとなった。池袋抗争編では薬師寺・亀岡がやられた後にあっさりと降伏したり、大阪抗争編では太尊に余計なことを言って殴られたり、鷹橋が川島の心情について説いているところにしゃしゃり出てきて梅津に蹴り飛ばされるなど、無粋な面が目立った。
亀岡（かめおか）
鶴田と並ぶ浅草笹崎高校のNo.2。アフロヘアーと揉み上げが特徴。弾けた髪型とは裏腹に落ち着いた性格で、鶴田の抑え役であり笹崎の参謀的存在。名を上げようとしない薬師寺に業を煮やして鶴田と共に吉祥寺に殴り込み、強引に抗争の原因を作る。鶴田と違って喧嘩は強いとは言えず、浅草において太尊に一方的にやられ、その後リベンジに燃えるも今度は海老原に倒された。池袋抗争編では葛西に敵わないと悟ったためにバイクで鶴田を後ろに乗せながら逃走中に偶然遭遇した葛西にラリアットを浴びせられ重傷を負う。浅草花やしきのローラーコースターがお気に入り。
ユージ
薬師寺の舎弟の一人。薬師寺に味方の被害を伝えた。

#### 笹崎北高校
六車（むぐるま）
笹崎北高校の頭。自信過剰な性格。自身に初の黒星を味わわせた上に、顔に傷を付けた薬師寺を付け狙っている。浅草に来た太尊と薬師寺を巡って戦ったが敗北し、たまたま出会った千秋を人質にして報復しようと画策するも、薬師寺によって阻止される。最後は太尊に共闘を持ちかけて薬師寺の打倒と浅草の確保を図るが、制裁のアッパーを受け完全に粉砕された。薬師寺に倒されるまで負け無しだったことから喧嘩の実力も中々あるようで、太尊も「口だけかと思ったら結構やりやがる」とこぼす等若干手こずった様子であった。

#### 池袋正道館高校
粗暴な生徒が多く、「卒業生の半分が本職になる」と地域住民からも眉を顰められる高校。
葛西（かさい）
池袋正道館高校の頭。東京四天王の一人。主に殴る蹴るといったオーソドックスなスタイルだがその中でドロップキックやバックブリーカー、パワースラムにラリアット、パイルドライバー等のプロレス技も使う。太尊との初戦ではライト・クロスをも繰り出し、太尊を驚愕させた。
正道館入学直後に当時の番長に挑むもバットで不意打ちを受けアバラを折られ敗北、仲間からの信望を失い見捨てられた。その後再戦し勝利するも、一度仲間を失ったトラウマから、強さを示すことでしか仲間の信頼を得られないと考えており、強い人間を倒し続けることに執着し、倒した相手のアバラを折る事を儀式としている。東京四天王という呼称を嫌い、自分が最強であることを示すために四天王制覇を狙う。太尊を含む他の三名に圧勝したがトラウマから脱することはできず、逆に強さを示すための対象を失ったことで苦しみを抱えてしまう。唯一信頼していた坂本にそのことを指摘されると、坂本を打ちのめした後、仲間達とも決別し単身吉祥寺に乗り込み暴走を始める。井の頭公園で再戦を挑んできた太尊にリベンジされるも、その後は仲間と固く信頼し合うようになる。大阪抗争編では、川島にかつての自分の姿を重ね太尊に協力し、鬼塚、薬師寺とも和解した。
坂本（さかもと）
池袋正道館の生徒。かつて葛西が敗れた際唯一彼のもとに残り、そのため葛西とは対等な関係で特別視されている。グループからは一歩距離を置いた位置にいるが実質池袋正道館のNo.2。親友ゆえに徐々に暴走を始めた葛西を案じていた。太尊と葛西の直接対決を前に単身吉祥寺に出向き太尊に葛西を止めてくれるように依頼する。ケンカは強く力量を測るために太尊や、暴走を止めようと葛西とも闘った。外見のモデルは、若かりし頃の三浦知良。
西島（にしじま）
正道館No.2。長渕剛を意識した風貌だが、帝拳連中からは「勉三さん」と呼ばれる。捕まった山中を助けるために数十人を率いて井の頭公園に向かう。蹴りで電話ボックスのガラスを割ってヒロトを捕らえ、七井橋で海老原とタイマンを張り追い込み優勢に戦いをすすめるが、加勢した八尋に不意打ちを食らい、2人にＷドロップキックをくらい池に蹴り落とされた。葛西を信頼している。
リン
本名不明。正道館No.2。モヒカンのようなヘアスタイル。葛西に反感を持っておりトップに立つ機会を窺っていたらしい。西島と同等の力があるが、勝手な行動に走りやすくかえって窮地に追い込まれることがある。極東高校編ではすっかりお笑いキャラに変化。鷹橋に「歯ブラシ頭」と呼ばれた。この時は葛西を本当に信頼しており、名前も呼び捨てにしていた。
山中（やまなか）
正道館の生徒で最初に吉祥寺に訪れた。千秋に一目惚れをし、千秋をナンパしに来た際、太尊達に捕まり人質にされる。太尊に敗れた葛西の元へハンカチを持って駆けつける等、葛西への信頼は厚かった。極東高校編では畑山に、牧山・仁と共に病院送りにされ、鎖骨を折るなどの重傷を負う。
牧山（まきやま）
大きなリーゼントのような頭が特徴的な男。浅草で亀岡を建物の屋根から蹴り落とした他、池袋の駅では島袋を圧倒していた程で2年生の中ではかなり強い。
仁（ひとし）
山中と2人で吉祥寺に現れた。バス停の標識で太尊の脇腹を殴り負傷させる。彼を含め正道館の生徒は全員がそれなりに強いらしいが、2度目の抗争では帝拳連中に「たいした事ない」と言われた。
江口（えぐち）
3年生。溜まり場の喫茶店にいたが本格的な暴走を開始した葛西によって殴り倒される。この時、彼やリンを含めた総勢十名近い生徒が犠牲になっている。

#### 極東高校
辰吉保栄（たつよし やすえい）
太尊の大阪時代のライバル。テコンドーの達人で、極東高校の頭。ヤクザ風の男2人に絡まれるが、顔を見せた途端に逃げ出すところを見ると、その道の人間にもかなり顔が広い模様。太尊のアッパーを食らって立っていられた最初の人物。ケンカの腕は島袋も圧倒し、性格は1度やられたら地獄の底から這い上がってでも20倍にして返すという執念と凶暴性の持ち主だが、筋道と義理を重んじ、相手を許せる一面もある。文尊が極東の初代番長として説教した時には即座に自分の非道を悟って用高から手を引いた。事故で文尊が死んだと思われた時も文尊への義理を通し抜いていたが、用高に手出しして返り討ちに遭った後輩達からの信望を失い、川島が復学したことで1・2年は全員川島になびいてしまい、自身も川島にやられてしまい入院する。その後も用高にとっては良き先輩となっている。
川島清志郎（かわしま きよしろう）
兄が暴力団の鉄砲玉として使い捨てられ、兄を切り捨てた兄貴分に対する傷害事件で少年院に入っていた。少年院に入る前は辰吉とソリが合わず、辰吉派にヤキを入れられていた。退院後、極東高校に復学し、即座に辰吉を倒して極東高校の頭となる。同級生を組織し、兄を殺した暴力団への復讐を企てていた。10円玉を片手指だけで曲げ、超重量級の上山を軽々と持ち上げるなど、高校生とは思えない肉体と超人的な身体能力を持つ。喧嘩の腕も用高を一撃、辰吉も無傷で倒し、鬼塚も一方的に屠るほどである。またドストエフスキーの「罪と罰」を読みふける場面がある。修学旅行で東京に行った際、トップになる事を企む畑山に仲間を恐怖で支配するよう煽られ、結果東京四天王達と大規模な抗争を起こすが最終的に太尊に倒される。その後は仲間に謝り改心した模様。
五代（ごだい）
辰吉派の3年生。2年生の時に新幹線や映画村で太尊達にやられている。非常に単純で物わかりが悪い。
李（り）
辰吉派の3年生。サングラスとリーゼント。太尊達にやられた五代を制裁したことがある。相方の五代に比べると理知的。
鷹橋（たかはし）
川島派No.2。一度は退学するが川島の復学を聞いて梅津と共に復学した。東京連合との抗争では川島の真意を知って動揺する仲間を鼓舞し、川島への絶対的な信頼感を示した。150人を相手に疲労困憊の葛西とタイマンで勝負し勝利するも、一服して戻ってきた葛西との2度目の勝負では、格の違いをまざまざと見せつけられ、最後は右エルボーを顔面にもらい完敗した。
梅津（うめづ）
鷹橋と並び川島派No.2。薬師寺と同じ空手の使い手であるが故に技が薬師寺と同じ。丈の長いシャツに短ラン、ドレッドヘアーといった格好。150人を相手にして疲労していた薬師寺を倒すが、2度目の戦いでは飛び後ろ回し蹴りのカウンターをもらい敗北した。圧倒的な力の差でリベンジされた畑山や鷹橋と違い、2戦目でも薬師寺相手に優勢だった。鷹橋同様川島を信頼している。
畑山（はたやま）
鷹橋・梅津に続く川島派No.3。川島を孤立させて人望を失わせ、最終的には自分がトップに立とうと画策。池袋で山中・牧山・仁の3人を病院送りにし、正道館との抗争の原因を作った。後に150人を相手にして疲労していた鬼塚と戦い勝利するも、企みが露見して信望を失い、一服して戻ってきた鬼塚に手も足も出ず最後はパワーボムをくらい敗北した。その後、駐車場に止めてあった車を暴走させて川島を轢き殺そうとするも失敗し、激突させたショックで気を失った上に車が炎上するが、川島に救われる。抗争の後、飯田からは自身の汚い狙いのことはすべて胸に留めておくと告げられ、戸惑いを見せながらも川島たちと共に去って行った。
飯田（いいだ）
長髪で学ランの下にパーカーを着込んでいるナンパな男。初登場時は畑山と並ぶ力があったが、その後畑山に出し抜かれたために実質No.4の位置づけである。修学旅行で東京に来た際、千秋を無理やりホテルに連れ込もうとした。川島に何度も殴られたり畑山に嵌められて葛西達に捕まったりと結構酷い目にも遭っている。東京四天王との抗争の中で川島にもたれかかっているだけの自分に気づいていく。
吾郎（ごろう）
飯田、畑山らを除いた極東の一般生徒のリーダー格。さしたる理由もなく、個人的な感情のみで畑山に嫌悪感を抱いている。確認できているだけでも用高、辰吉、太尊、川島、鬼塚、薬師寺、葛西、島袋、石松、畑山といった錚々たるメンバーに攻撃された。
九州男（くすお）
極東の生徒の一人。川島の力を盾に太尊達を挑発、太尊に殴り倒された。太尊の方から他校にケンカを売った初めてのケース。
剛（つよし）
吾郎らと行動をともにする生徒の一人。このキャラクターはこの漫画が好きだった堂本剛が森田まさのりとの対談で出演を依頼して実現したものである。
雅仁（まさひと）
山中達を倒した犯人を探すために葛西に捕まる。結局川島にはそのまま見捨てられ畑山に救出された。

#### 横浜帝拳高校
帝拳高校の系列校。吉祥寺帝拳高校の生徒には「ハマコー」と呼ばれている。
渡嘉敷（とかしき）
横浜帝拳高校ボクシング部所属。札付きの不良だった自分を立ち直らせてくれた恩師・金山と空手に対する思い入れは深い。格闘のセンスは抜群で、本業ではないボクシングで太尊に1度勝っている。また、この試合で太尊が只者ではないことにもすぐに気付く。対抗戦では太尊のライトクロスに敗れた。
金平（かねひら）
ボクシング部顧問の教師。暴力事件を起こした渡嘉敷に退学処分をちらつかせて半ば脅迫のような形でボクシング部に入部させたり細野の不正行為を容認するなど、自らの名声を高めるためなら何でもする卑劣な人物。数々の不正は渡嘉敷と太尊の試合の後に明らかになり、報いを受けた。
細野（ほその）
横浜帝拳高校ボクシング部員。階級はフライ級。尊大な態度が目立つ。大橋とは旧知の仲。金平の指示でグローブの中で硬貨を握りパンチ力を上げる反則を使う。最後はよそ見した所を狙い打たれ敗北した。その後は横柄だった態度を改め、渡嘉敷へエールを送った。
ルイス
キューバからの留学生で横浜帝拳高校ボクシング部員。身長190センチ近くだがライトウェルター級（60キロ台前半）。パンツの中身に関しては帝拳の人間も驚愕する他ないほど。対抗戦では小兵二と対戦した。ボクシングの実力はあるが練習をしないためスタミナが無く長期戦に弱い。最後は疲れ果ててフラフラになったところを小兵二の猫パンチに屈した。
佐藤（さとう）
横浜帝拳ボクシング部員。モスキート級でインターハイ選手。かつて横浜にいた成吉と親交があり一緒に練習も行っている。フェアな精神を持った選手で誠二や太尊ら帝拳高校の人間に対してもまっすぐに接し、高い評価を下していた。
新田（にった）
横浜帝拳ボクシング部員。フェザー級インターハイ3位の実力を持つ。対抗戦では武藤の対戦相手。圧倒しレフェリーストップで勝利。
田村（たむら）
横浜帝拳ボクシング部員。金平の指示で細野のグローブに硬貨を詰めた。
東（あずま）
元横浜帝拳高校の生徒で渡嘉敷が過去に起した暴力事件の相手。自分だけが退学処分を受けたことへの腹いせに渡嘉敷への報復に現れる。たまたま学校に居合わせた太尊達と喧嘩になり倒された。
横浜帝拳高校の校長
本名不明。渡嘉敷の暴力事件の目撃者。渡嘉敷の正当防衛を認め停学一日を言い渡す一方で、金平の不正に対してはボクシング部顧問免職と厳しく対応するなど人格的にも優れた人物。
金山（かなやま）
故人。元横浜帝拳高校の教師。手のつけられない不良だった渡嘉敷に空手を教え更生させた。自動車事故に遭い死去。

#### 横浜進光工業高校
白井隆人（しらい たかと）
通称サリー。横浜進光工業高校の頭で、シバタジム所属のプロボクサー。プロテスト時のゼッケン番号が「28」だったので太尊には「江夏」と呼ばれていたこともある。
他の登場人物がケンカ相手の命を奪うことまでは考えていないのに対し、気に入らない相手には徹底的に暴行を加え、その結果死んでしまったとしてもなんとも思わず、女性にまで手を上げるほどで渡嘉敷も白井と揉めることだけは避けていた。人を殺してもリングの上の試合中であれば罪に問われないという理由からボクシングの道に進む。知略にも優れ、千秋を拉致し、綿密に練られた作戦で太尊を陥れようと画策する。喧嘩も一級品で鉄の扉の形を変えるほどの異常なパンチ力を誇りながら、蹴りにダブルアーム・スープレックスなどの組み技、卑怯な攻撃も得意。フットワークも軽快だったが今までの太尊のライバルに比べると打たれ弱く、パンチのみで惨めに倒された。太尊に完敗して、実は自分が内心では千秋に惚れていたと気づく。太尊との一件の後にシバタジムを訪れて、事件の顛末をすべて打ち明けている。
圭司（けいじ）
進光工業のNo.2。金髪で眉無しの強面。ヒロトを進行中の電車に向かって蹴り飛ばし重傷を負わせ、その報復に出た海老原・石松・松村を卑劣な手段で追い込む。松村を目潰しで失明寸前に、石松には手錠をかけて金的を喰らわせ、海老原には鉄パイプで殴りかかるなどその攻撃手段はかなり悪辣。しかし、石松と海老原による反撃を受けて倒された。サリーの危ない非道さに惚れている。
小泉（こいずみ）
いつも圭司達といる、進光工業の生徒。髪型は茶髪のオールバックで右耳にピアスをしている。度々登場したが海老原・太尊に一蹴され、更に千秋を助けに来た小兵二には尻をバットで叩かれ悶絶するなど、悪党だが情けないシーンが多かった。サリーを恐れている。
新井（あらい）
いつも圭司達といる、進光工業の生徒。太尊を陥れるために右腕が麻痺して動かないと嘘をついていた。

### その他の高校生
春華（はるか）
太尊の中学時代の彼女で、他の太尊の同級生達幾人かとともに神戸の高校に進学していた。太尊の好きな髪形がポニーテールだったのは彼女の影響。修学旅行で神戸に来た太尊と再会、太尊の気持ちは千秋にあることを知り、また自分の気持ちが龍太郎に傾きつつある自覚もあったため、自ら身を引いて太尊への想いに区切りをつけ、龍太郎が自分に告白できるよう後押しすべく一芝居を打つ。
浅川龍太郎（あさかわ りゅうたろう）
大阪にいた頃の太尊の親友。アントニオ猪木に顔が似ている。思ったことを口に出せず、煮え切らない態度しか取れない男だったが太尊との再会・春華への告白を経て成長した。自称「炎のハヤブサ」
西城進（さいじょう すすむ）
ひなのが中学時代に好きだったサッカー部主将。海老原に似たハンサムで親衛隊ができるほどモテていた。ひなのをからかってトラウマを与える。高校進学と同時にサッカーを止めて激太りした。そのため全くモテなくなり、当時自分に好意を持っていたひなのに手紙を出し告白しようとするが、「デブ」と一蹴される。ケンカはヒロトより多少強い程度。
さき
吉祥寺の女子高生。男遊びが激しく太尊に目をつけるもまるで相手にされず、その後松村を騙して利用しようとするがこちらも最終的に本性がバレて失敗に終わった。
三太（さんた）
島根県から修学旅行でやってきた。原宿で不良にからまれていた和美を芸能人と勘違いした。そそっかしいが割と喧嘩は強く、男気もある。
さゆり
中学の時からの米示の彼女。中学時代、飯泉ナオトに迫られた挙句、強引に唇を奪われたショックから一度は交際を解消し彼とは別の高校に行っていたが、親の仕事の関係で京都への転居・転校が決まり改めて想いを伝える。米示もナオトとの対戦で真相を知った為、上記の事件にまつわるわだかまりも解けて互いによりを戻し、以後は京都と東京との遠距離恋愛の仲となった。バレンタインにはチョコを朝一番に米示宅に到着するよう届け、卒業後は上京し米示と同じ大学に進学して彼の家から一駅離れた場所に住まいを構えるなど彼への一途な愛を貫く。
根元（ねもと）
健文（たけふみ）
共に京都でのさゆりの友人の男子高校生。さゆりに惚れており取り合うために喧嘩をしており、さゆりはその喧嘩を止めようとしていた。喧嘩に勝った方が米示を倒してさゆりを手に入れるという約束の元で争い米示に喧嘩を売ったが、さゆり本人に彼女が愛するのはあくまで米示にしかないこと、2人の争いをとめようとしていたのはあくまで2人を友人としか認識していなかった故であることをきっぱりと告げられ、2人とも失恋の憂き目を見た。

### ボクシング関係のキャラクター
グレート玉鹿（グレートたましか）
竜の子ジム所属のプロボクサー。六回戦だがB級トーナメント優勝の実績を持つ。太尊の必殺パンチが出来上がる度に実験台にされる。
マンモス柴田（マンモスしばた）
シバタ道場会長、兼日本ボクシング協会会長。網膜剥離から回復した成吉が現役復帰するための手助けをした。マンモスという割に大して大柄でもないが本人曰く「昔は大きかった」らしい。
コミッショナー
本名不明。日本ボクシング協会のコミッショナーを務める。原田成吉が網膜剥離から復帰した際のライセンスの再発行を特例で認めたり、プロライセンス取得後に乱闘騒ぎを起こした太尊の正当性を認めるなど、厳しくも男気のある人物。
チャコフ友利（チャコフともり）
シバタ道場所属のプロボクサー。成吉の復帰テストの相手を務めた際、過去の因縁を根に持ち卑怯な手を使って彼を苦しめた。敗北後は成吉の実力を認め、良き先輩として彼に目をかけている模様。
ジャッカル三谷（ジャッカルみたに）
37歳にして現役プロボクサーであり、定職につかずコンビニエンスストアでバイトしている。職業病であるパンチドランカーにかかってしまったような症状が見られ、物覚えや物忘れが酷くバイトもままならない。太尊が幼い頃、兄と一緒に三谷の試合を観戦している。
マーベラス塩濱（マーベラスしおはま）
竜の子ジム所属の新人ボクサー。デビュー以来高い評価を得ており「マーベラス」の名前もそれに由来するもの。ジャッカル三谷と対戦し、終始一方的な試合運びを見せるが最期にカウンターを受けて逆転KO負けを喫してしまった。
東（あずま）
ジャッカル三谷の前の試合に出場したプロボクサー。デビュー当時はハードパンチャーだったが拳を壊してからスタイルが変わり低迷。名前の読みは「あずま」だが太尊は「ひがし」と呼んで大声で応援していた。
安田（やすだ）
東の対戦相手。判定勝ちを収めた。
大和田（おおわだ）
太尊の所属する「竜の子ボクシングジム」の会長。
スパンキー亀山（スパンキーかめやま）
日本ウェルター級王者だったが、成吉の挑戦を受け1RKO負けを喫した。

### その他のキャラクター
イヴ
富士雄の客。新宿でホステスをしている模様。富士雄曰く「かなりの金づる」らしい。
アイラン場呉（アイランばくれ）
平成プロレス所属のプロレスラー。チャコフ友利の連れ。成吉への牽制のために千秋を人質に取った。救出に来た太尊と衝突しボディから顎へのアッパー2連発で敗北。
益朗（ますお）
真冬の後輩で暴走族「ブラウン・シュガー」の元メンバー。ブラウン・シュガーの再結成に向けて真冬を勧誘。真冬のために太尊とチキンレースを行い、これに勝利した。真冬の恋人だった武士のことは、「三迫工業に通っていて敵同士だったけど、そんなに嫌いではなかった」とのこと。
田島由香（たじま ゆか）
昔、富士雄の客だった女性の娘。家出をして前田家に転がり込んできた。まだ幼い女の子だが親の愛情に飢えているせいもあってか、ややすれており生意気な性格。
マーク高橋（マークたかはし）
赤城の親戚の知人。海外で飲食業等を手がける実業家。赤城を新店舗の店長にスカウトした。
佐藤零（さとう れい）
新日本木村大学柔道部員で、米倉商業高校柔道部マネージャー・佐藤霧子の兄。通称レナード（さとうれい→シュガーレイ→レナード）。ナルシストで高慢な性格だが、タイミングの良いところで先輩に殴られたりと憎めない一面もある。島袋の柔道時代のライバルで、試合では怪我をしているように見せるため右足に包帯を巻き、攻撃をさせなかった。太尊のパンチをかわし、豪快な背負い投げを決めており柔道の実力は本物。その後は、本当のことを知った島袋に再戦を申し込まれ、あっさりと投げられ泡を吹いて気絶した。
串木野（くしきの）
渡久地兄弟が北海道にいた頃の上級生。ペテンで有名だったため、丈一郎曰く「先輩たちみんなが串木野のことを嫌っていた」とのこと。誠二のパンチで前歯を折られた過去がある。それをネタに太尊達に金をせびったり、その時太尊に殴られたことをネタに井岡から金を巻き上げたりした。観月先生を強引にナンパしようとした場面を誠二に見られ、その場でもう一度殴られた。会社からリストラされ、その腹いせに金をせびったりしたが本心で取ろうとは思っていなかった。
川島麗一（かわしま れいいち）
川島清志郎の兄でヤクザの下っ端。ヤクザの世界でのし上がるために鉄砲玉となり、対立する堀江組という暴力団の銃撃により殺害される。その犬死にとも言える死に様は、後の川島に大きな影響を及ぼした。
藤竹綾（ふじたけ あや）
かつてマサさんと藤竹の大学のレスリング部でマネージャーを務めており、2人とも仲が良かった。2人の自身への想いを知りつつ心は藤竹に傾いていた矢先交通事故に合い瀕死の重傷を負い、血液型がたまたま合ったマサさんの輸血もあり命を助けられ回復するが、彼女に大量の輸血をしたためにマサさんは体調が万全ではなくなり、オリンピックへの出場を断念することとなった。現在は藤竹の妻となっている。
謎の機動部隊ヘモグロビンZ(なぞのきどうぶたいヘモグロビンゼット)
三人組の特撮ヒーロー。必殺技はZアタック。強化服に顔の下半分が見えるタイプのヘルメットを着用する。薬師寺戦の際に花やしきでのヒーローショーに出演しており、小兵二が応援していた。

## 書誌情報

### 単行本
- 森田まさのり 『ろくでなしBLUES』 集英社〈ジャンプ・コミックス〉、全42巻
  1. 「Here comes 太尊」1989年1月10日発売[5]、ISBN 4-08-871401-6
  2. 「1/2 A SATISFACTION」1989年4月10日発売[6]、ISBN 4-08-871402-4
  3. 「NATSUMI」1989年7月10日発売[7]、ISBN 4-08-871403-2
  4. 「GOOD LUCK 畑中!」1989年9月8日発売[8]、ISBN 4-08-871404-0
  5. 「STARIWAY TO HEAVEN」1989年11月10日発売[9]、ISBN 4-08-871405-9
  6. 「HONKY TONK MAN」1990年1月10日発売[10]、ISBN 4-08-871406-7
  7. 「THE SHOWDOWN」1990年3月9日発売[11]、ISBN 4-08-871407-5
  8. 「関<KANSAI>西 CALLING」1990年5月10日発売[12]、ISBN 4-08-871408-3
  9. 「太尊は東京へ行った」1990年7月10日発売[13]、ISBN 4-08-871409-1
  10. 「MIXED EMOTIONS」1990年9月10日発売[14]、ISBN 4-08-871410-5
  11. 「SOUL」1990年11月9日発売[15]、ISBN 4-08-871411-3
  12. 「NO FUTURE」1991年1月10日発売[16]、ISBN 4-08-871412-1
  13. 「MONY MONY」1991年3月8日発売[17]、ISBN 4-08-871413-X
  14. 「渋谷へ行こう」1991年6月10日発売[18]、ISBN 4-08-871414-8
  15. 「Search And Destroy」1991年9月10日発売[19]、ISBN 4-08-871415-6
  16. 「ALL YOUNG CUNTS」1991年11月8日発売[20]、ISBN 4-08-871416-4
  17. 「Lost in the high school」1992年2月10日発売[21]、ISBN 4-08-871417-2
  18. 「HAPPY WEDDING」1992年6月10日発売[22]、ISBN 4-08-871418-0
  19. 「STATION TO STATION」1992年8月4日発売[23]、ISBN 4-08-871419-9
  20. 「SHE SMILED SWEETLY」1992年10月2日発売[24]、ISBN 4-08-871420-2
  21. 「米商 RIOT STRUCTURE」1992年12月2日発売[25]、ISBN 4-08-871731-7
  22. 「Let's get on!」1993年2月4日発売[26]、ISBN 4-08-871732-5
  23. 「VICIOUS」1993年4月2日発売[27]、ISBN 4-08-871733-3
  24. 「Hang to yourself」1993年6月4日発売[28]、ISBN 4-08-871734-1
  25. 「MARCY」1993年8月4日発売[29]、ISBN 4-08-871735-X
  26. 「Baby don't worry」1993年10月4日発売[30]、ISBN 4-08-871736-8
  27. 「BLAQK AND BLUE」1993年12月24日発売[31]、ISBN 4-08-871737-6
  28. 「GOBE'EM ENOUGH ROPE」1994年5月2日発売[32]、ISBN 4-08-871738-4
  29. 「ROUGH AND TUMBLE」1994年9月2日発売[33]、ISBN 4-08-871739-2
  30. 「Walk about the street」1994年11月4日発売[34]、ISBN 4-08-871740-6
  31. 「TONIGHT'S THE NIGHT」1995年2月3日発売[35]、ISBN 4-08-871741-4
  32. 「THE MAN OF THE MAN」1995年4月4日発売[36]、ISBN 4-08-871742-2
  33. 「WHITE RIOT」1995年6月2日発売[37]、ISBN 4-08-871743-0
  34. 「UNDER MY THUMB」1995年8月4日発売[38]、ISBN 4-08-871744-9
  35. 「READY STEADY GO」1995年10月4日発売[39]、ISBN 4-08-871745-7
  36. 「DENY」1995年12月1日発売[40]、ISBN 4-08-871746-5
  37. 「Boys always work it out」1996年2月2日発売[41]、ISBN 4-08-871747-3
  38. 「ROLLING ON」1996年5月10日発売[42]、ISBN 4-08-871748-1
  39. 「SWEET LITTE SIXTEEN」1996年8月2日発売[43]、ISBN 4-08-871749-X
  40. 「Love Me Tender」1996年11月1日発売[44]、ISBN 4-08-871750-3
  41. 「SALLY TALKING」1997年2月4日発売[45]、ISBN 4-08-872371-6
  42. 「LIKE A ROLLING STONE」1997年4月4日発売[46]、ISBN 4-08-872372-4

### 文庫版
- 森田まさのり 『ろくでなしBLUES』 集英社〈集英社文庫〉、全25巻
  1. 「太尊登場編①」2002年12月12日発売[47]、ISBN 4-08-617878-8
  2. 「太尊登場編②」2002年12月12日発売[48]、ISBN 4-08-617879-6
  3. 「太尊登場編③」2003年2月18日発売[49]、ISBN 4-08-617880-X
  4. 「太尊登場編④」2003年2月18日発売[50]、ISBN 4-08-617881-8
  5. 「太尊登場編⑤」2003年3月18日発売[51]、ISBN 4-08-617882-6
  6. 「太尊登場編⑥」2003年3月18日発売[52]、ISBN 4-08-617883-4
  7. 「太尊登場編⑦」2003年4月18日発売[53]、ISBN 4-08-617884-2
  8. 「太尊登場編⑧」2003年4月18日発売[54]、ISBN 4-08-617885-0
  9. 「闘争勃発編①」2003年5月16日発売[55]、ISBN 4-08-617886-9
  10. 「闘争勃発編②」2003年5月16日発売[56]、ISBN 4-08-617887-7
  11. 「闘争勃発編③」2003年6月18日発売[57]、ISBN 4-08-617888-5
  12. 「闘争勃発編④」2003年6月18日発売[58]、ISBN 4-08-617889-3
  13. 「闘争勃発編⑤」2003年7月18日発売[59]、ISBN 4-08-617890-7
  14. 「闘争勃発編⑥」2003年7月18日発売[60]、ISBN 4-08-617891-5
  15. 「闘争勃発編⑦」2003年7月18日発売[61]、ISBN 4-08-617892-3
  16. 「激突！ 四天王編①」2003年8月8日発売[62]、ISBN 4-08-617893-1
  17. 「激突！ 四天王編②」2003年8月8日発売[63]、ISBN 4-08-617894-X
  18. 「激突！ 四天王編③」2003年9月18日発売[64]、ISBN 4-08-617895-8
  19. 「激突！ 四天王編④」2003年9月18日発売[65]、ISBN 4-08-617896-6
  20. 「大阪抗争編①」2003年10月17日発売[66]、ISBN 4-08-617897-4
  21. 「大阪抗争編②」2003年10月17日発売[67]、ISBN 4-08-617898-2
  22. 「大阪抗争編③」2003年11月18日発売[68]、ISBN 4-08-617899-0
  23. 「大阪抗争編④」2003年11月18日発売[69]、ISBN 4-08-618001-4
  24. 「大阪抗争編⑤」2003年12月12日発売[70]、ISBN 4-08-618002-2
  25. 「大阪抗争編⑥」2003年12月12日発売[71]、ISBN 4-08-618003-0

## 劇場アニメ

### 第1作
1992年7月11日に'92夏東映アニメフェアで公開。同時上映は「ドラゴンボールZ 極限バトル!!三大超サイヤ人」「ドラゴンクエスト ダイの大冒険 ぶちやぶれ!!新生6大将軍」。

#### キャスト
- 前田太尊：堀秀行
- 七瀬千秋：鷹森淑乃
- 山下勝嗣：小野坂昌也
- 沢村米示：堀川亮
- 今井和美：伊藤美紀
- 黒岩：銀河万丈
- 中田小兵二：屋良有作
- 反町：千葉繁
- 輪島倍達：佐藤正治
- 浜田弘樹：岸野幸正
- 小宮山広成：田中和実
- 大友弘之：小林通孝
- 武藤章圭：真地勇志
- 井岡：郷里大輔

#### スタッフ
- 原作 - 森田まさのり[72]
- 監督 - 吉沢孝男[72]
- 脚本 - 菅良幸[72]
- 音楽 - 岩崎文紀[72]
- 撮影 - 福田岳志[72]
- 美術 - 伊藤岩光[72]
- 編集 - 西山茂[72]
- 制作 - 東映動画[72]
- 配給 - 東映

### 第2作
『ろくでなしBLUES 1993』のタイトルで1993年7月24日公開。

#### キャスト（第2作）
- 前田太尊：平田広明
- 七瀬千秋：堀川早苗
- 山下勝嗣：柏倉つとむ
- 沢村米示：緑川光
- 今井和美：浦和めぐみ
- 前田文尊：飯塚昭三
- 前田富士雄：屋良有作
- 前田用高：堀川亮
- 中田小兵二：矢尾一樹
- 春華：萩森侚子
- 渡辺直人：中尾隆聖
- 小宮山広成：佐藤浩之
- 中島淳一：高戸靖広
- 井岡：玄田哲章
- 大友弘之：石川英郎
- 近藤真彦：郷里大輔
- 浅野洋子：山本百合子
- 柴田：龍田直樹
- 五代：小野健一
- 大関：田中一成
- 春日：津久井教生
- 島袋大：江川央生
- 上田：里内信夫
- 橋本：谷瀬英男
- 女子高生A：永島由子
- 女子高生B：小野寺麻理子
- バスガイド：山崎和佳奈
- 警官A：清水圭
- 警官B：森田まさのり

#### スタッフ（第2作）
- 原作 - 森田まさのり[73]
- 監督 - 角銅博之[73]
- 脚本 - 菅良幸、雪室俊一[73]
- 音楽 - 埜邑紀見男[73]
- 撮影 - 岡崎英夫[73]
- 美術 - 中村光毅[73]
- 録音 - 今関種吉[73]
- 編集 - 花井正明[73]
- 制作 - 東映動画[73]
- 配給 - 東映

## 実写映画

### 第1作（実写映画）
1996年2月16日公開。

#### キャスト（実写映画第1作）
- 前田太尊：前田憲作
- 七瀬千秋：小沢真珠
- 山下勝嗣：梅木良則
- 沢村米示：木村輝秀
- 今井和美：小畑由香里
- 原田成吉：川本淳一
- 島袋大：柳澤龍志
- 鬼塚城光：ジャイアン・ジュン
- 輪島倍達：小林明男
- 武藤敬一：川畑忍
- 大橋巨泉：神崎良
- 渡久地丈一郎：荻島哲也
- 渡久地誠二：相沢充
- 中田小兵二：平田祐二
- 大友弘之：稲葉健
- 小宮山広成：加藤光亮
- 林田小太郎：大石宏人
- 須原知範：山崎崇誉
- 上山洋助：大石亨
- 古城タカオ：芝直樹哉
- 松本弘樹：鈴木直哉
- 西村肇：友田健吾
- チャコフ友利：酒井伸雄
- セコンド：野本健治

#### スタッフ（実写映画第1作）
- 監督 - 那須博之
- 脚本 - こがねみどり、菅良幸
- 主題歌 - BEREEVE「SPEED」（作詞・作曲：冴木裕志　編曲：鷹羽仁）
- ファイティングスーパーバイザー - 廣戸聡一
- ボクシング指導 - ファイティング原田ジム
- 協力 - 全日本キックボクシング連盟、オールジャパンエンタープライズ、ワールド・パンクラス・クリエイト、ワールドシュートボクシング協会
- 現像 - IMAGICA
- スタジオ - 東映東京撮影所
- プロデュース - 南條昭夫、五十嵐智之、佐々木志郎
- エグゼクティブプロデューサー - 武政克彦、石川博、尾越浩文
- 配給 - パル企画
- 製作 - ポニーキャニオン、テレビ東京、パル企画

### 第2作（実写映画）
『ろくでなしBLUES'98』のタイトルで1998年8月22日公開。

#### キャスト（実写映画第2作）
- 前田太尊：前田憲作
- 七瀬千秋：山口もえ
- 山下勝嗣：江原修
- 沢村米示：西守正樹
- 今井和美：深海理絵
- 結城一也：真内由介
- 大場浩人：瀧澤修
- 中田小兵二：田中優樹
- 大友弘之：佐々木庸二
- 小宮山広成：金子透
- 美咲先生：大原かおり
- 床屋の親父：松山鷹志
- 武藤章圭：吉川秀樹
- 大橋英和：中野雄介
- 海老原昌利：加々美正史
- 松村純之助：秦可紀
- 石松：阿知尚康
- ブッチャー：霜山多加志
- マツ：浜谷康幸
- タケ：柴田明良
- イチ：浅野伸幸
- ニッキ：千葉尚之
- サブ：山下克敏
- シロー：高木哲也
- ゴクー：倉田昌幸
- ムース：植田洋平
- ハル：山藤進司
- 教師：小沢和義

#### スタッフ（実写映画第2作）
- 監督・脚本 - 室賀厚
- 音楽 - 安川午朗
- プロデュース - 南條昭夫、大橋孝史、黒須功
- 製作者 - 武政克彦、鈴木ワタル
- 配給 - パル企画
- 製作 - ポニーキャニオン、パル企画

## テレビドラマ
日本テレビで2011年7月6日から9月28日まで、毎週水曜日24:59 - 25:29に放送された。作中で未成年者の喫煙と飲酒が扱われており、エンディングには注意喚起テロップが用いられた。最終回ではその注意喚起の下に「長い間ありがとうございました」と付け足されていた。

### キャスト（テレビドラマ）
帝拳高校
- 前田太尊 - 青柳翔
- 七瀬千秋 - 大政絢
- 今井和美 - 北原里英（AKB48）
- 山下勝嗣 - 小澤雄太
- 沢村米示 - 白濱亜嵐
- 畑中優太郎 - 春川恭亮
- 原田成吉 - 伊﨑央登
- 輪島倍達 - 阿部亮平
- 浜田弘樹 - 鈴之助
- 真冬 - 飛鳥凛
- 大橋英和 - 磯村洋祐
- 渡久地丈一郎 - 鈴木伸之
- 渡久地誠二 - 町田啓太

米倉商業高校
- 島袋大 - 秋山真太郎

楽翠学園
- 鬼塚 - 阿部進之介
- 上山 - 阿見201
- 須原 - 平沼紀久

協栄高校
- 赤城肇 - 勝矢

角海老高校
- 平仲光二 - 一ノ瀬ワタル

教師
- 浅野洋子 - 原史奈
- 井岡先生 - MATSU（EXILE）

前田家
- 前田富士雄 - KENCHI（EXILE）

その他
- ヤクザ - 高杉亘（第1話）
- 小栗翔太郎 - 佐藤永典（第9話）
- 志乃 - 日南響子（第9話）

### スタッフ（テレビドラマ）
- 脚本 - 秦建日子、猪原健太、尾崎悟史
- チーフプロデューサー - 田中芳樹
- プロデューサー - 佐藤敦、仲野尚久、小橋孝裕
- 演出 - 菅原伸太郎、北川敬一
- 主題歌 - 三代目J Soul Brothers「FIGHTERS」（rhythm zone）
- 挿入歌 - THE BLUE HEARTS「リンダリンダ」「未来は僕等の手の中」（トライエム）、三代目J Soul Brothers「次の時代へ」（rhythm zone）[注 15]
- 企画制作 - 日本テレビ
- 制作協力 - AX-ON
- 製作委員会 - VAP、4cast

### 放送日程
| 各話                                            | 放送日        | サブタイトル                     | 脚本     | 演出       | 視聴率 |
| ----------------------------------------------- | ------------- | -------------------------------- | -------- | ---------- | ------ |
| 第1話                                           | 2011年7月6日  | 最強の男、前田太尊登場           | 秦建日子 | 菅原慎太郎 | 2.9%   |
| 第2話                                           | 2011年7月13日 | ボクシング部からの刺客、浜田     | 猪原健太 | 北川敬一   | 2.0%   |
| 第3話                                           | 2011年7月20日 | 輪島参上                         | 猪原健太 | 菅原慎太郎 | 3.1%   |
| 第4話                                           | 2011年7月27日 | 激闘畑中                         | 猪原健太 | 北川敬一   | 2.2%   |
| 第5話                                           | 2011年8月3日  | 前田富士雄見参                   | 尾崎悟史 | 菅原慎太郎 | 2.6%   |
| 第6話                                           | 2011年8月10日 | 対決島袋                         | 尾崎悟史 | 菅原慎太郎 | 1.1%   |
| 第7話                                           | 2011年8月17日 | 輪島卒業・成吉登場               | 尾崎悟史 | 北川敬一   | 1.7%   |
| 第8話                                           | 2011年8月24日 | 渡久地兄弟参上                   | 猪原健太 | 北川敬一   | 3.3%   |
| 第9話                                           | 2011年8月31日 | 千秋の誕生日                     | 尾崎悟史 | 北川敬一   | 2.8%   |
| 第10話                                          | 2011年9月7日  | 鬼塚降臨                         | 猪原健太 | 菅原慎太郎 | 2.4%   |
| 第11話                                          | 2011年9月14日 | 太尊が負けた                     | 猪原健太 | 菅原慎太郎 | 2.8%   |
| 最終話                                          | 2011年9月28日 | 前田太尊のダチだから何度負けても | 猪原健太 | 菅原慎太郎 | 3.0%   |
| 平均視聴率 2.5%（ビデオリサーチ調べ・関東地区） |               |                                  |          |            |        |

- 第1話は「ブルドクター」が初回で時間拡大のため25:05〜25:35
- 第5話は「この世界の片隅に」完全ガイド放送のため25:14〜25:44
- 第6話は「犬の消えた日」ナビゲート放送のため25:09〜25:39
- 第7話は「24時間テレビ34」カウントダウン放送のため25:14〜25:44
- 第9話は「地デジをフルに楽しもう!なるほど!ハイスクール×データ放送」と「朝はZIP!」放送のため25:14〜25:44
- 第11話は「ブルドクター」が最終回で時間拡大のため25:05〜25:35
- 9月21日は「ラグビーワールドカップ予選プールA　日本×トンガ」のため休止
- 最終話は『幸せ!ボンビーガール家賃も食費も全部込み!月7万円で暮らそうスペシャル!』放送のため25:29〜25:59

### 放送局
| 放送地域   | 放送局         | 放送期間                                      | 放送日時                             | 放送系列       | 備考      |
| ---------- | -------------- | --------------------------------------------- | ------------------------------------ | -------------- | --------- |
| 関東広域圏 | 日本テレビ     | 2011年7月6日 - 9月28日                        | 水曜 24:59 - 25:29                   | 日本テレビ系列 | 制作局    |
| 福岡県     | 福岡放送       | 2011年7月14日 - 10月6日                       | 木曜 25:13 - 25:43                   | 日本テレビ系列 | 8日遅れ   |
| 長崎県     | 長崎国際テレビ | 2011年8月5日 - 9月30日2011年10月7日 - 11月4日 | 金曜 25:58 - 26:28金曜 26:28 - 26:58 | 日本テレビ系列 | 37日遅れ  |
| 近畿広域圏 | 読売テレビ     | 2012年1月19日 - 4月5日                        | 木曜 26:08 - 26:38                   | 日本テレビ系列 | 197日遅れ |

- 読売テレビでは、『AKBと××!』放送日や特別番組放送時は27:08 - 27:38に放送。初回放送日もこれに該当する。

| 日本テレビ 水曜24:59 - 25:29枠                         | 日本テレビ 水曜24:59 - 25:29枠                                | 日本テレビ 水曜24:59 - 25:29枠 |
| 前番組                                                 | 番組名                                                        | 次番組                         |
| ------------------------------------------------------ | ------------------------------------------------------------- | ------------------------------ |
| 浜ちゃんが! 25:29-25:59に移動 【ここまでバラエティ枠】 | ろくでなしBLUES （2011.7.6 - 2011.9.28） 【ここからドラマ枠】 | QP （2011.10.5 - 2011.12.28）  |

## 舞台
劇団EXILEが華組×風組合同公演として、2010年12月4日から12日まで天王洲 銀河劇場で上演した。

### キャスト（舞台）
帝拳高校
- 前田太尊：青柳翔（華組）
- 山下勝嗣：白濱亜嵐（風組）
- 沢村米示：町田啓太（当時劇団員、現・風組、途中アキレス腱断裂のため降板、代役は鈴木に演じた）

ボクシング部
- 畑中優太郎：春川恭亮（華組）
- 浜田：山下健二郎（風組）
- 大橋：磯村洋祐（華組）
- 長谷川：ELLY（風組）
- 斉藤：大岩明
- 宮部：押見啓太
- 田中：月岡弘一

応援団
- 輪島：秋山真太郎（華組）
- 武藤：加古臨王
- 河野：菅優樹
- 喜多嶋：廿野大
- 坂元：鈴木伸之（当時劇団員、現・風組、途中町田がアキレス腱断裂で沢村米示に代役）
- 池上：小野塚勇人

小兵二軍団
- 中田小兵二：小澤雄太（華組）
- 大友：三上陽永
- 鎌田直利

黒百合学園
- 五十嵐：施鐘泰（華組）
- 七原：兼松若人
- 一之瀬：内藤俊一
- 二川：成雄大
- 三宮：寺本翔悟
- 四谷：田畑淳哉

### スタッフ（舞台）
- 原作 - 森田まさのり「ろくでなしBLUES」（集英社刊）
- 脚本 - 丑尾健太郎
- 演出 - 茅野イサム
- ゼネラルプロデューサー - HIRO
- プロデューサー - 松田誠
- 制作 - ネルケプランニング
- 主催 - LDH

## CDブック
集英社CDブックとして1991年に発売された。

### キャスト（CDブック）
- 前田太尊：山寺宏一
- 七瀬千秋：玉川紗己子
- 山下勝嗣：二又一成
- 沢村米示：堀内賢雄
- 今井和美：水谷優子
- 畑中優太郎：島田敏
- 浜田：古田信幸
- 大橋英和：塩屋翼
- 輪島倍達：堀之紀
- 武藤章圭：山口健
- 近藤真彦：郷里大輔
- 校長：塩屋浩三
- 女の子：冬馬由美

## パチスロ・パチンコ
2011年2月にサミーから『パチスロ ろくでなしBLUES』が発売された。同年1月に発売された『パチスロサクラ大戦3』が不具合で問題となり、その代替機として急遽投入された経緯がある。このパチスロに、ケツメイシによるオリジナル曲『ろくでなし』が提供されている（後日発売の『ケツノポリス7』初回特典CDに収録）。
また同年10月には同じくサミーから『ぱちんこCRろくでなしBLUES〜頂上血戦〜』が発売された。サミーネットワークスは、公式サイト「サミー777タウン」に提供している。

### キャスト（パチスロ・パチンコ）
- 前田太尊：森久保祥太郎
- 七瀬千秋：高垣彩陽
- 山下勝嗣：中川慶一
- 沢村米示：小西克幸
- 今井和美：戸松遥
- 大場浩人：吉野裕行
- 海老原昌利：谷山紀章
- 鬼塚：三宅健太
- 薬師寺：羽多野渉
- 葛西：諏訪部順一
- 観月真梨絵：伊藤静

## ゲーム
ゲームソフト
- ファミコンジャンプII 最強の7人

1991年12月2日、ファミリーコンピュータでバンダイから8500円で発売。ロールプレイングゲームで前田太尊が主人公の1人として登場する。
- ろくでなしBLUES

1993年10月29日、ファミリーコンピュータでバンダイから7800円で発売。前田太尊を主人公にしたアドベンチャーゲーム。
- ろくでなしBLUES 対決!東京四天王

1994年4月15日、スーパーファミコンでバンダイから9800円で発売。対戦格闘ゲーム。前田太尊、畑中優太郎、海老原昌利、中田小兵二、島袋大、薬師寺、鬼塚、葛西が登場する。全7章で構成されているストーリーモードでは、原作に沿った色々な騒動が展開される。プレイヤーの行動によって体力や怒りゲージが増減するため、各シナリオの最後にあるケンカバトルに影響が出る。
- ジャンプアルティメットスターズ

2006年11月23日、ニンテンドーDSで任天堂から4800円で発売。対戦格闘ゲーム。サポートコマの1人として前田太尊が、ヘルプコマとして山下勝嗣、沢村米示、七瀬千秋、近藤真彦が登場する。
ゲームアプリ
- ろくでなしBLUES〜四天王頂上決戦〜

2013年8月27日、GREEでGeNERACEからアイテム課金制で配信開始。ソーシャルゲーム。
- ろくでなしBLUES〜激闘クロニクル〜

ビーウェーブからアイテム課金制で配信開始。2017年5月24日、GREE・Mobage。2017年5月25日、TSUTAYAオンラインゲーム。2017年9月14日、コロプラ。2017年7月25日、mixiゲーム。2017年11月21日、Yahoo!モバゲー版。ソーシャルゲーム。
- ジャンプチ ヒーローズ

2018年4月16日からの追加参加にて、ワンダープラネットの開発・運営によりLINEからアイテム課金制で配信開始。
- 週刊少年ジャンプ オレコレクション!

2018年9月からの追加参加にて、ドリコムの開発・運営によりバンダイナムコエンターテインメントからアイテム課金制で配信開始。
- 週刊少年ジャンプ 実況ジャンジャンスタジアム

2018年10月11日からの追加参加にて、コナミデジタルエンタテインメントからアイテム課金制で配信開始。